# 1848
1848 (MDCCCXLVIII) fue un año bisiesto comenzado en sábado según el calendario gregoriano.

## Acontecimientos
- 1848: Fue el año de una oleada revolucionaria sangrienta en Europa conocida como la Primavera de los Pueblos, que afectó a muchos países (Francia, Prusia, Austria, Italia,...). Fueron revoluciones diferentes en cada país alimentadas por el nacionalismo, la carestía de la vida, la propiedad de la tierra,.., y favorecidas por el desarrollo de las comunicaciones (telégrafo, ferrocarril). Su éxito inicial fue efímero, y los conservadores se consolidaron en todo el continente, pero el Antiguo Régimen absolutista prerrevolucionario no volvió.[1]

### Enero
- 1 de enero: En Nicaragua, los ingleses ocupan militarmente el puerto libre de San Juan del Norte y de acuerdo con el rey de Mosquitia, Jorge Augusto Federico, que había concedido a los ingleses derechos de explotación de madera en aquellas tierras, le cambiaron el nombre por el de Greytown en honor al gobernador de la colonia de Jamaica, Sir Charles Grey. Este municipio era clave para el proyecto del Canal de Nicaragua. Este acto inquietó fuertemente a los estadounidenses que vieron en él una transgresión de la doctrina Monroe.[2]
- 3 de enero: En África, el político Joseph Jenkins Roberts, nacido libre en Norfolk (Virginia), de ascendencia africano-europea, y emigrado a Liberia en 1829, es nombrado Presidente de la República de Liberia, tras haber ganado las elecciones el 5 de octubre de 1847. Fue reconocido inicialmente por Gran Bretaña y Francia, pero no por Estados Unidos.[3]
- 6 de enero: 
  - Tras una decisión del Consejo de Ministros del Reino de España del 26 de junio de 1847, las tropas del general Francisco Serrano desembarcan en las Islas Chafarinas, tres islas enfrente de la costa de Marruecos, y no lejos de Melilla, a las que bautizaron como isla del Congreso, isla de Isabel II e isla del Rey. Comenzaron inmediatamente los trabajos de construcción de un desembarcadero y unos aljibes. Unos días después se presentó un barco de la Armada francesa con la intención de ocuparlas, pero tuvo que retirarse al estar ya ocupadas.[4]
  - Publicación de la carta apostólica In Suprema Petri Apostoli Sede del Papa Pío IX dirigida a las iglesias ortodoxas orientales, llamando a una reunificación con la Iglesia católica, aduciendo que esta enseñaba la verdadera fe. Este llamamiento fue duramente rechazado en el mismo año por los cuatro patriarcas ortodoxos de Antioquía, de Constantinopla, de Alejandría y de Jerusalén.[5]
- 8 de enero: En México, Manuel de la Peña y Peña ocupa la presidencia por segunda ocasión.
- 12 de enero: Revolución en Sicilia; estalla una insurrección popular en Palermo de los liberales contra el gobierno absolutista del rey Fernando II de las Dos Sicilias, reclamando la reapertura del Parlamento siciliano y una monarquía constitucional. La insurrección se extiende por toda la isla salvo en la fortaleza de Mesina que queda en manos de las tropas del rey.[6]
- 20 de enero: En Dinamarca comienzo del reinado de Federico VII de la Casa de Oldemburgo, último monarca absoluto que aceptó en 1849 el paso a una monarquía constitucional (fin en 1863).[7]

- 24 de enero: 

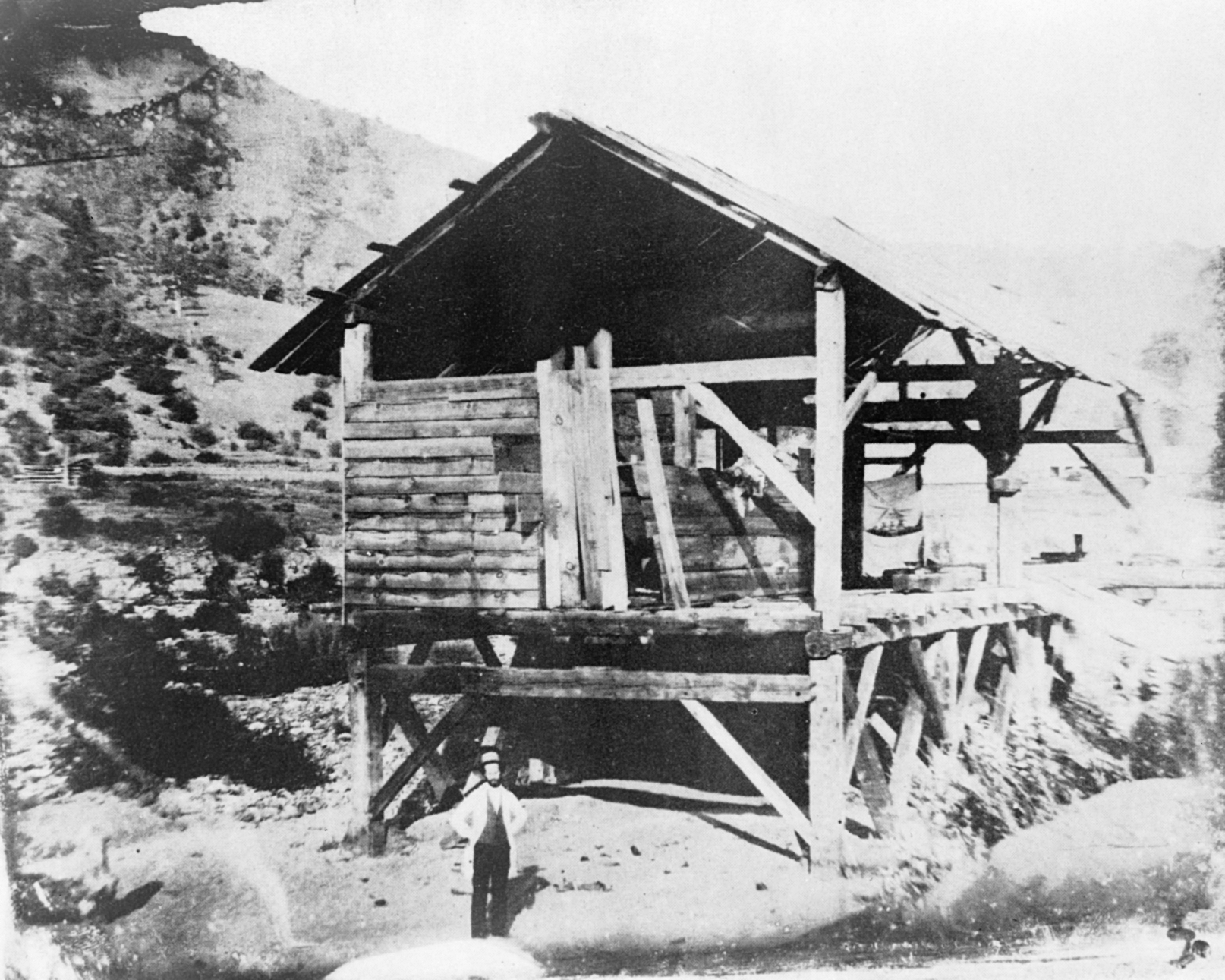
Foto del original Sutter's Mill alrededor de 1850.

  - En Estados Unidos, el capataz James W. Marshall descubre pepitas de oro en Sutter's Mill, el rancho del general John Sutter, en las orillas del río Americano, en California, cerca de Sacramento, territorio que pasó a dominio americano el 2 de febrero tras la firma del Tratado de Guadalupe Hidalgo. Esto dará comienzo a la fiebre del oro y a la conquista del Oeste.[8]
  - En Venezuela, se produce un asalto al Congreso Nacional de Venezuela en Caracas, como culminación de la pugna política entre el gobierno del general José Tadeo Monagas apoyado por el Partido Liberal, y el grupo del general José Antonio Páez apoyado por el Partido Conservador, lo que supuso la ruptura definitiva entre ambos bandos. En total murieron ocho personas, entre ellos tres diputados conservadores y uno liberal. El 25 de enero, el Congreso otorgó poderes especiales a Monagas para contrarrestar cualquier otro alzamiento en el país.[9]
- 27 de enero: Revolución en Sicilia; las tropas del rey Fernando II de las Dos Sicilias se retiran de Palermo.[6]
- 29 de enero: Revolución en Sicilia; los nuevos alzamientos liberales en Salerno (sur de Nápoles) y en la región de Cilento, obligan al rey Fernando II de las Dos Sicilias a aceptar una constitución.[10]

### Febrero
- 2 de febrero: 
  - En América del Norte fin de la guerra mexicano-estadounidense con la firma del Tratado de Guadalupe Hidalgo, que será ratificado el 30 de mayo. México cedió el 55% de su territorio (2 millones de km²), incluyendo Alta California, Arizona, Nuevo México, Texas, Nevada, Utah y partes de Colorado, Wyoming, Kansas y Oklahoma. Estados Unidos pagaría 15 millones de dólares por daños al territorio mexicano, y México renunciaría a ninguna reclamación sobre Texas. La frontera se estableció en el río Bravo.[11]
  - En Estados Unidos, llegada a San Francisco, California, del bergantín Eagle desde Hong Kong de los primeros inmigrantes chinos, dos hombres y una mujer. Otros cuatro llegaron durante ese año, pero a partir de entonces con la fiebre del oro aumentó considerablemente la cantidad de inmigrantes chinos que llegaron: 784 en 1849, 3234 en 1850, 3495 en 1851, más de 20 000 en 1852,...[12] La procedencia de la mayoría de esta inmigración china era de las regiones de Taishan y Zhongshan, y de la provincia de Guangdong.[13]
- 9 de febrero: Revolución en Baviera; se producen manifestaciones en Múnich contra Lola Montez, la amante irlandesa del rey Luis I, que se había convertido en la condesa de Lansfeld.[14]
- 10 de febrero: Revolución en Sicilia; tras la formación de un Gobierno provisional el 2 de febrero, y ante las aspiraciones revolucionarias, el rey Fernando II de las Dos Sicilias promulga una Constitución en el que comparte su poder sin cederlo, basada en la constitución siciliana de 1812. El gobierno provisional durará dieciséis meses hasta el 15 de mayo de 1849.[15]
- 11 de febrero: En Venezuela se crea la provincia de Aragua
- 15 de febrero: Revolución en Toscana; el Gran duque Leopoldo II, que no era absolutista y favorecía las posiciones liberales, firma una Constitución moderna, siguiendo la estela de las constituciones concedidas en Nápoles y Piamonte.[16]
- 17 de febrero: En Cerdeña, el rey Carlos Alberto proclama el Edicto de Emancipación con lo cual los valdenses podían gozar de todos los derechos políticos y civiles de los demás ciudadanos.
- 21 de febrero: 
  - En Londres, Karl Marx y Friedrich Engels publican en alemán el Manifiesto comunista por encargo de la Liga de los Comunistas, en el que se exponen las bases del marxismo. La traducción francesa apareció en junio, y la inglesa en 1850.[17]
  - En Nueva Zelanda, el gobernador George Grey anuncia el acuerdo alcanzado con el jefe maorí Tōpine Te Mamaku, que suponía el fin de la campaña de Whanganui, una de las guerras maoríes comenzada en 1846.[18] El gobierno promoverá la ocupación de vastas extensiones de tierras maoríes para formalizar la colonización de una manera oficial.
- 22 de febrero: En Francia estalla la revolución en París. Ante el rechazo a las reformas por parte del gobierno Guizot de la monarquía de Luis Felipe I, se enfrentan los republicanos y los radicales al ejército, y se levantan barricadas en las calles. La Guardia Nacional se niega a combatir al pueblo.[1]
- 24 de febrero: Revolución en Francia; el rey Luis Felipe I abdica en su nieto de 9 años el conde de París, pero la abdicación no es aceptada por la Asamblea de diputados. Luis Felipe I huye con su familia al Reino Unido.[1]

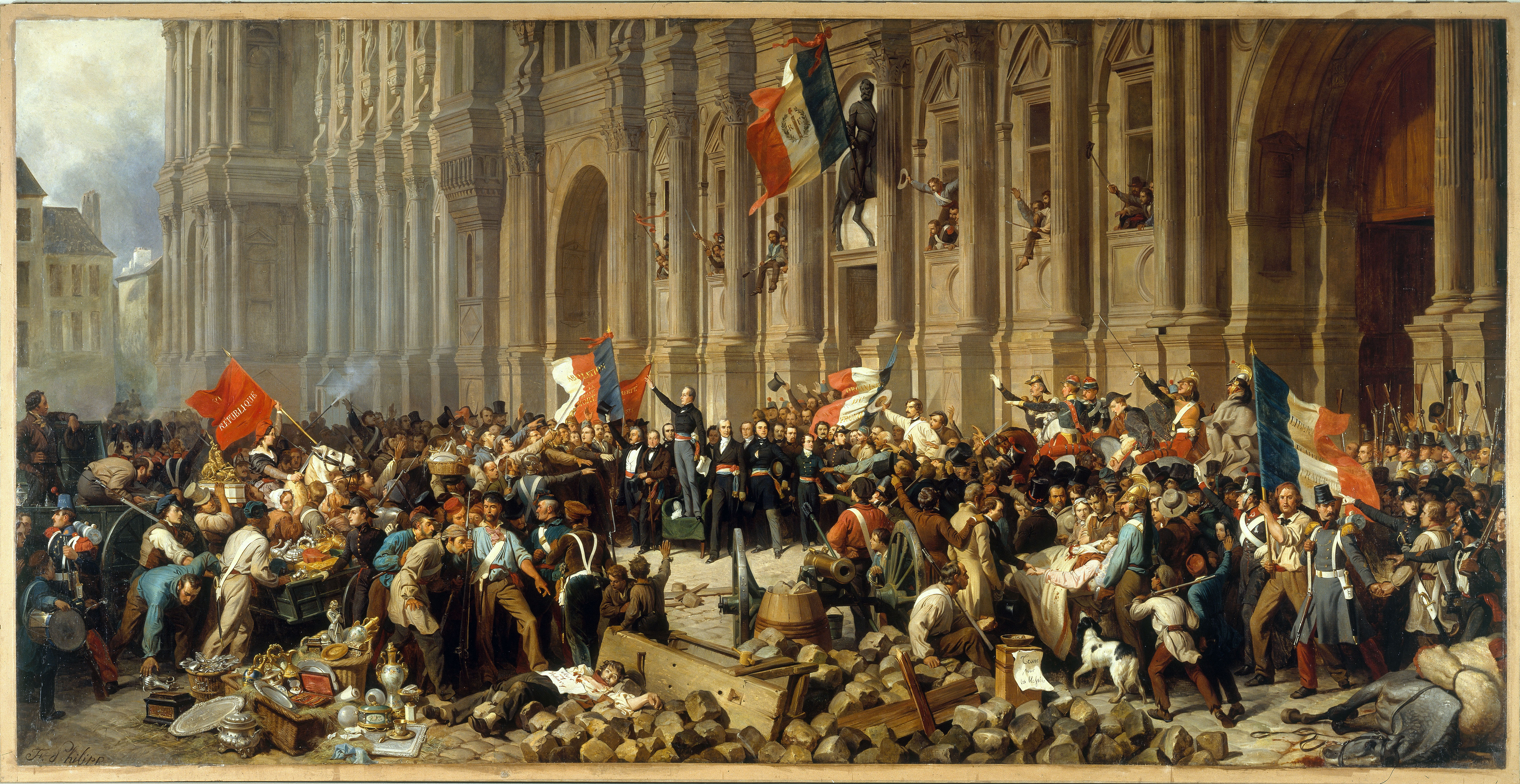
Alphonse de Lamartine (centro de la imagen, con el brazo en alto) impide la entrada de los social revolucionarios al Ayuntamiento con la bandera roja

- 25 de febrero: Revolución en Francia; los revolucionarios (estudiantes, trabajadores y Guardia Nacional) proclaman la Segunda República francesa (hasta 1852) y se forma un gobierno provisional.[19] Se concedieron grandes demandas como el sufragio universal masculino, la creación de Talleres Nacionales para los parados de París, la reducción de la jornada laboral de 15 a 10 horas o la eliminación de la pena capital por motivos políticos.[1]
- 27 de febrero: Revolución en Baden; una asamblea popular en Mannheim pidió al gobierno la libertad de prensa, la reforma judicial y el establecimiento de un parlamento alemán, lo que obligó al Gran Ducado a tener que preparar una constitución.[1] Esta revuelta dio origen a otras reivindicaciones similares en otras ciudades alemanas (Múnich, Hanau,…), en las que se reclamaba el establecimiento de un Estado-nación alemán unificado que reemplazase a la ineficaz Confederación Germánica.[20]
- 29 de febrero: En el cantón de Neuchâtel, Suiza, comienza una marcha durante la noche de un grupo de revolucionarios republicanos desde Le Locle hasta la capital Neuchâtel para reclamar la independencia de Prusia, y mantenerse en la Confederación Helvética, de la que formaba parte desde 1815. En la mañana del 1 de marzo ocuparon el Castillo de Neuchâtel e instauraron un primer gobierno provisional.[21]

### Marzo
- 3 de marzo: Revolución en Hungría; ante las noticias sobre la revolución en París, el político húngaro Lajos Kossuth pronuncia un apasionado discurso en el Parlamento de Viena pidiendo un gobierno parlamentario para las diferentes nacionalidades del Imperio austríaco, un gobierno responsable ante el Parlamento húngaro y no ante Viena, y una dependencia del emperador ante el Parlamento húngaro para legislar en Hungría.[22]
- 4 de marzo: Revolución en Cerdeña; el rey absoluto Carlos Alberto de Cerdeña decide pasarse el bando liberal y otorga a sus súbditos una Constitución, el llamado estatuto albertino, con el poder repartido entre los dos Cámaras, una elegida por el rey y otra por el pueblo.[10]
- 5 de marzo: Revolución en la Confederación Germánica; la Asamblea de Heidelberg con liberales y representantes de las Dietas de la Alemania meridional, convoca una Asamblea Nacional preparatoria de la unificación alemana.[23]
- 7 de marzo: En Camboya, Ang Duong es finalmente coronado en Udong como rey de Camboya con el acuerdo tácito de Annam (Vietnam) y Siam (Tailandia), tras haber logrado evitar las ansias expansionistas de ambos países. Fue el último rey camboyano independiente antes del impuesto Protectorado Francés en 1863.[24]
- 10 de marzo: 
  - En Francia, en el contexto de la crisis financiera y de la revolución republicana, se funda el Comptoir National d'Escompte de Paris por el gobierno de la Segunda República francesa, una de las casas madre de la banca BNP Paribas, ilustrando la noción de revolución bancaria.[25]
  - En Venezuela, tras el asalto al Congreso de Venezuela el 24 de enero, el 4 de febrero el conservador José Antonio Páez se alzó contra el gobierno liberal de Monagas, insurrección que terminó en esta fecha con su derrota en la batalla de los Araguatos, lo que le forzó a exiliarse.[26]
- 10 al 13 de marzo: Revolución en Austria; primer levantamiento de los liberales en Viena. Los obreros, estudiantes, milicias urbanas y pequeña burguesía se alzan contra el canciller Metternich, que es cesado y huye a Inglaterra.[23] El emperador Fernando I  promete convocar una Asamblea Constituyente elegida por sufragio universal para redactar una constitución, y proclama la libertad de prensa.[27]
- 14 de marzo: Revolución en los Estados Pontificios; el Papa Pío IX aprueba una Constitución con un gobierno basado en dos Cámaras más el Colegio de Cardenales, presidido por el Papa.[1]
- 15 de marzo: 
  - Revolución en Hungría; inicio de la revolución con manifestaciones masivas pacíficas en Pest y en Buda que permiten a los reformistas húngaros impulsar la Lista de los 12 puntos, que incluían entre otros la libertad de prensa, un gobierno húngaro independiente, una Guardia nacional húngara y un Banco nacional húngaro, demandas que fueron aceptadas por los representantes de Fernando I, y que permitió la creación del gobierno húngaro del conde Lajos Batthyány.[28]
  - Revolución en Sicilia; un Parlamento siciliano es elegido entre todos los hombres que sabían leer y escribir.[15]
  - En Rusia se da el derecho a los siervos de adquirir tierras no pobladas e inmuebles si es con el acuerdo de su señor.[29]
- 17 de marzo: Revolución en Venecia; ante la situación revolucionaria en diversos puntos del Imperio austríaco, los venecianos piden y obtienen la liberación de presos.[1]
- 18 al 19 de marzo: 
  - Revolución en Prusia; manifestación multitudinaria en Berlín que degenera en enfrentamientos sangrientos armados de obreros con el ejército, con cientos de muertos. Federico Guillermo IV ordena la retirada de sus tropas de Berlín y se reafirma en emprender las reformas liberales demandadas, contra las que en realidad estaba en contra.[23]
  - Revolución en Suecia; revueltas estallan en la capital Estocolmo por parte de los republicanos, pero con poco apoyo popular y fácilmente reprimidos por la milicia del rey Óscar I, que causó 18 muertos entre los manifestantes y acabó con la revuelta.[30]

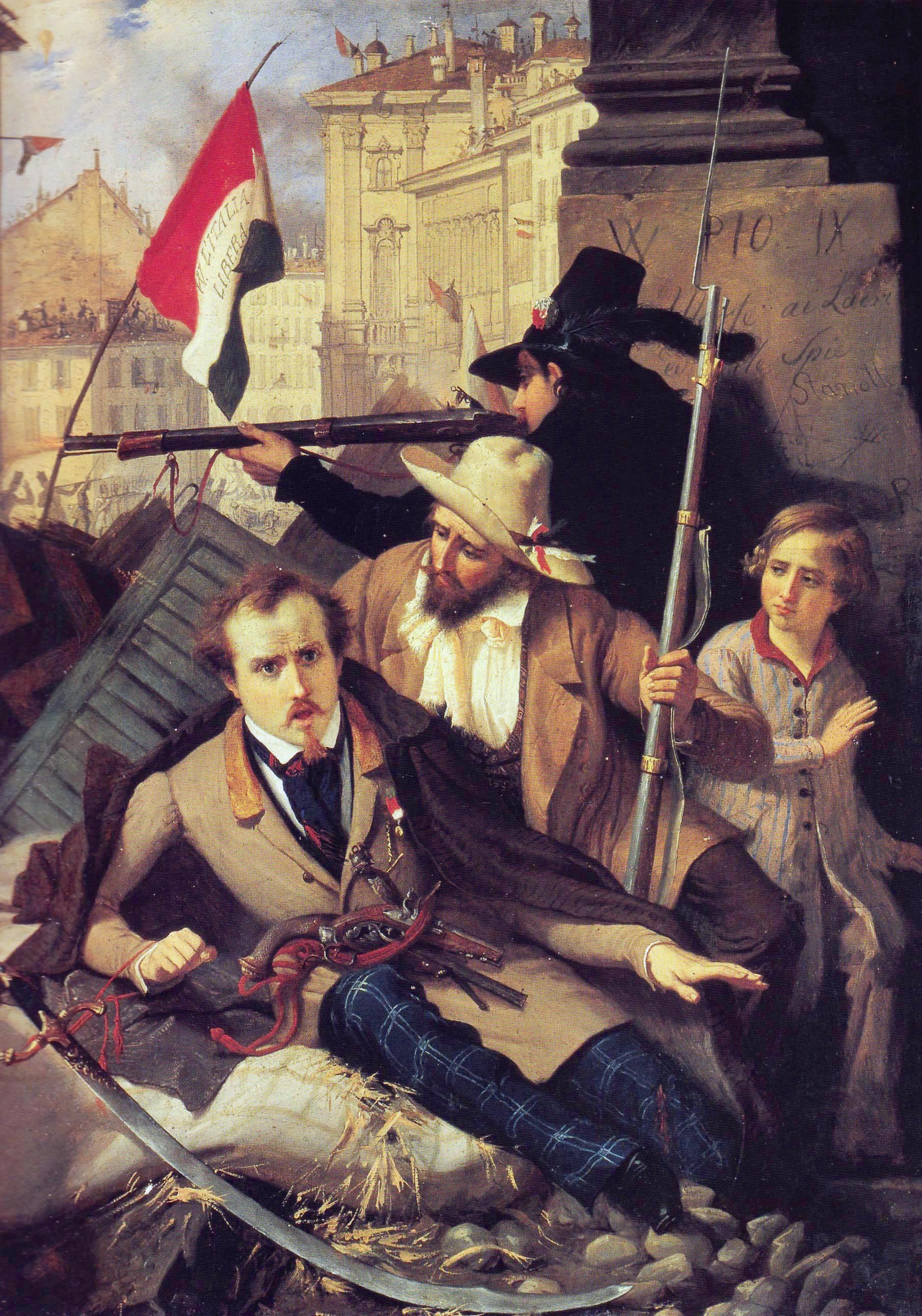
Episodio de las cinco jornadas de Milán, 18-22 de marzo de 1848. Óleo de Baldassare Verazzi (c. 1886)

- 18 al 22 de marzo: Revolución en Milán; sublevación del pueblo de la capital lombarda contra la ocupación austríaca, conocida como las Cinco jornadas de Milán, en el que lograron que la guarnición militar austríaca de quince mil hombres del general Radeztky tuviese que abandonar la ciudad.[31] Radetzky tuvo que retirarse al Quadrilatero, la sucesión de cuatro ciudades fortificadas (Peschiera, Verona, Legnago y Mantua), mientras buena parte del campo lombardo se alzaba para apoyar a Milán.[32]
- 20 de marzo: 
  - Revolución en Baviera; el rey Luis I deja el trono antes de ceder a las exigencias de los liberales y como consecuencia del escándalo con su amante irlandesa la bailarina Lola Montez, y le sucede su hijo Maximiliano II que formó un gobierno liberal.[23] Poco después, Lola Montez abandonó Baviera y le esperó en Suiza, pero Luis nunca acudió, y Lola se marchó a Gran Bretaña.[10]
  - Revolución en Parma; rebelión popular contra el duque Carlos II. Su heredero Carlos intentó reprimirla, pero el duque le ordenó deponer las armas.[10]
  - Revolución en Polonia; revuelta en Poznan (parte prusiana de Polonia) similar a la de Berlín, creando un Comité Nacional Polaco que pidió reformas políticas y una mayor autonomía a la Polonia prusiana, apoyados inicialmente por los liberales alemanes.[33]
- 21 de marzo: 
  - Revolución en Dinamarca; una multitud se congrega en Copenhague exigiendo una Constitución al rey Federico VII, que no tardó en aceptar sus demandas. Esto supuso el comienzo de la primera guerra de Schleswig.[34]
  - Revolución en Prusia; Federico Guillermo IV marcha en Berlín, acompañado de ministros y generales, hacia el cementerio donde han sido enterradas las víctimas civiles de esos días, y lo hacen luciendo la insignia tricolor de los revolucionarios alemanes (negro, rojo y dorado), aunque se sentía humillado por tener que hacerlo.[23]
  - Revolución en Toscana; el gran duque Leopoldo II envía su pequeño ejército en apoyo de Carlos Alberto de Cerdeña.[35]
- 22 de marzo: 
  - En la Plaza Mayor de Madrid se instala la estatua del rey Felipe III.
  - Revolución en Venecia; Daniele Manin y sus partidarios venecianos se alzan y toman desguarnecida a la guarnición y a su Arsenal. A su salida proclaman la República de San Marco, con Manin como presidente.[1]
- 23 de marzo: 
  - Revolución en Cerdeña; ante los disturbios en el norte de Italia contra la ocupación austríaca, el rey Carlos Alberto de Cerdeña declara la guerra a Austria, comenzando la primera guerra de independencia italiana.[36]
  - Revolución en Polonia; Federico Guillermo IV de Prusia recibe a la delegación polaca de Poznan con buenas palabras, mientras prepara una intervención militar para aplastar a los rebeldes polacos.[10]
- 24 de marzo: Revolución en Schleswig-Holstein; formación de un gobierno revolucionario en Kiel, en el ducado de Holstein, creyendo que el rey danés estaba en manos de un partido revolucionario en Copenhague. Toma de la fortaleza de Rendsburg, la guarnición militar más fuerte en los ducados de Schleswig y Holstein, que formaban parte de la corona danesa por una unión personal, aunque con fuertes lazos con los alemanes.[34]
- 25 de marzo: Revolución en Cerdeña; la vanguardia del ejército de Carlos Alberto de Cerdeña cruza el río Tesino desde el Piamonte, entrando en territorio austríaco.[37]
- 26 de marzo: En España, se produce un intento revolucionario en Madrid de los liberales, que levantaron barricadas cerca del Palacio Real. El gobierno de Narváez, del Partido Moderado, movilizó al ejército y la policía, y sofocó la revuelta en un solo día.[38]
- 27 de marzo: Revolución en Schleswig-Holstein; el rey Federico VII de Dinamarca anuncia una constitución liberal al pueblo, que implicaba la anexión del Ducado de Schleswig a Dinamarca.[39]
- 28 de marzo: Revolución en Polonia; llegada a Poznan de la legión polaca prusiana formada en Berlín por los presos políticos polacos liberados, al tiempo que la opinión pública alemana se tornaba en contra de la autonomía polaca.[40]
- 30 de marzo: En Norteamérica, las cataratas del Niágara se detienen durante unas 30 a 40 horas, mostrando el lecho seco del río y provocando el pánico de la gente. La causa: fuertes vientos huracanados del suroeste que empujaron enormes trozos de hielo hacia el extremo noroeste del lago Erie, bloqueando la salida de agua hacia la cabecera del río Niágara. Al cambiar los vientos, el atasco de hielo se disipó y el río volvió a fluir.[41]
- 31 de marzo: Revolución en Schleswig-Holstein; un ejército de 7.000 rebeldes alemanes de Schleswig-Holstein que querían pertenecer a una nueva Alemania unida, toman la ciudad de Flensburgo, en Schleswig.[42]
- 31 de marzo al 3 de abril: Revolución en la Confederación Germánica; reunión en Fráncfort de un pre-parlamento alemán para esbozar una nueva Constitución alemana para una monarquía constitucional, sobre la base de unificar políticamente Alemania, aunque eso fuese muy difícil en la práctica.[43]
- Marzo: Revolución en Módena; el duque de Módena debe exiliarse a Bolzano frente a las revueltas populares.[44]

### Abril
- 3 de abril: 
  - Revolución en Polonia; el Comité Nacional Polaco de Poznan rechaza el incorporarse a la Confederación Germánica, lo que aumenta las tensiones entre los polacos y la minoría alemana.[10] A partir del 4 de abril, el ejército prusiano asedia Poznan.[45]
  - En Australia, el explorador alemán del continente australiano Ludwig Leichhardt es visto por última vez en McPherson's Station, Coogoon, antes de que desapareciese en su tercera expedición, desde Darling Downs (Queensland) al asentamiento en el Río Swan (actualmente Perth), una distancia de más de 3 500 km.[46]
- 8 de abril: 
  - Revolución en la Confederación Germánica; el Parlamento alemán de Fráncfort, ahora declarado Asamblea Nacional de toda Alemania decreta el sufragio universal masculino y convoca elecciones para una nueva asamblea nacional.[10]
  - Revolución en Hungría; en Praga se obtiene la Carta de la Bohemia, ratificada por el gobierno de Viena, que reconoce la igualdad civil y administrativa de los checos y los alemanes.[47]
  - Revolución en Moldavia; los revolucionarios boyardos moldavos deciden disolver la asamblea general del país, y exponer a su príncipe sus agravios y pedir reformas.[48]
- 9 de abril:
  - Revolución en Moldavia; el príncipe Mihail Sturdza acepta la mayoría de las reclamaciones de los revolucionarios, pero ante la intransigencia de estos, moviliza a su ejército y reprime a los rebeldes.[49]
  - Revolución en Schleswig-Holstein; un ejército danés se presenta en Flensburgo y derrotan a los rebeldes alemanes de Schleswig en la batalla de Bov.[42]

- 10 de abril: 

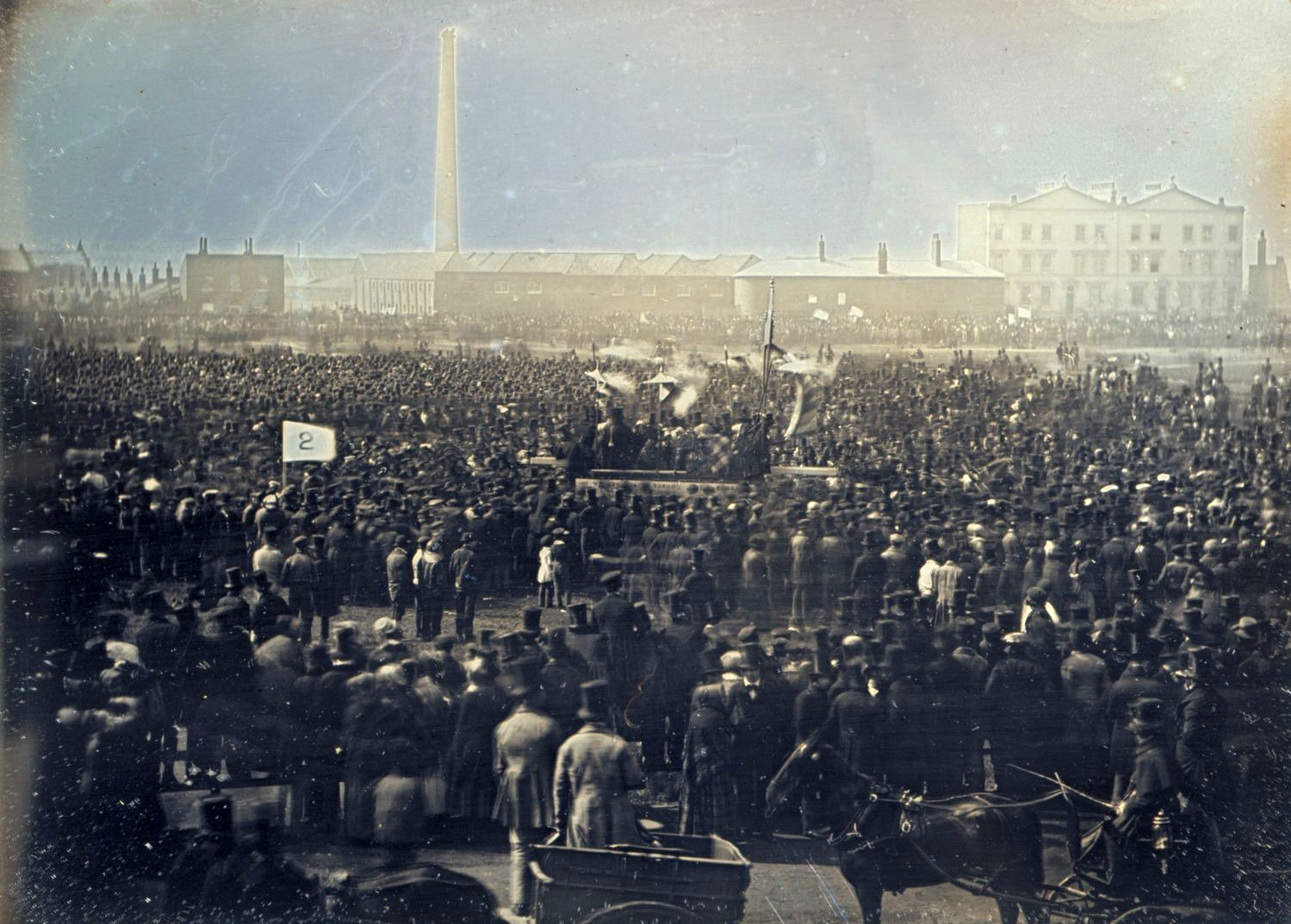
Fotografía coloreada tomada por W.E.Kilburn en la manifestación cartista del 10 de abril de 1848 en Kennington Common, Londres.

  - En Estados Unidos, apertura del Canal Illinois-Michigan de 154 km de longitud, que unía los Grandes Lagos con el río Misisipi y con el Golfo de México, y cuya construcción había comenzado en 1836.[50]
  - En Inglaterra, Feargus O'Connor organiza una reunión masiva de cartistas en Londres (15 000 según el gobierno y 150 000 según los cartistas) y presentó una Tercera Petición cartista al Parlamento (tras las de 1838 y 1842) avalada por 6 millones de firmas, aunque solo se contabilizaron unos 2 millones. El rechazo del Parlamento y el fracaso de la revuelta, acabó con la reputación y la importancia política del cartismo.[51]
- 11 de abril: Revolución en Hungría; firma de las Leyes de Abril por el emperador Fernando I, presentadas por el gobierno Batthyány, que concedían la independencia a Hungría dentro del Imperio austríaco con un virrey en Budapest. Estas leyes permitían la libertad de prensa, expresión y reunión, la creación de una Guardia nacional, y el control de su propio presupuesto y política exterior.[52]
- 12 de abril: 
  - Revolución en Baden; los liberales radicales de Friedrich Hecker se reúnen en Baden y proclaman la república, contra la que se oponía la Confederación Germánica.[1]
  - Revolución en Schleswig-Holstein; la Dieta de la Confederación Germánica reconoce el gobierno provisional de Schleswig-Holstein en Kiel, y encarga al general prusiano Friedrich von Wrangel que acuda en su auxilio.[39]
- 13 de abril: Revolución en Sicilia; al rechazar Fernando II la autonomía de la isla, el Parlamento siciliano declara su independencia, pero intentando mantener un sistema monárquico.[53]
- 18 de abril: 
  - En la India, el asesinato de dos oficiales británicos por dos desertores sij de la guarnición en Multán, Punyab, abrió las puertas a una revuelta abierta de las tropas sij contra la Compañía Británica de las Indias Orientales, y al comienzo de la segunda guerra anglo-sij, que duró hasta 1849.[54]
  - Revolución en Parma; el duque Carlos II de Parma abdica en su hijo Carlos III, que había huido para unirse a Carlos Alberto de Cerdeña, aunque éste le hizo encarcelar unos meses en Milán. Carlos II se exilió a Sajonia.[10]
- 20 de abril: 
  - Revolución en Baden; en Kandern, las tropas rebeldes de Friedrich Hecker son derrotadas por las tropas de Hesse y del Gran Ducado; el 24 de abril caen en Friburgo de Brisgovia y el 27 de abril en Dossenbach, Schwörstadt.[55]
  - Revolución en Polonia; vuelta a Berlín del “Real Comisario Civil para la provincia de Poznan”, Karl Wilhelm von Willisen, tras negociar con los polacos sobre su autonomía, pero ganándose la enemistad de los alemanes de Poznan.[56]
  - En la India, los sijs se rebelan contra los británicos con la ayuda de los afganos y asesinan a dos enviados de la Corona británica en Multán. Esto supone el comienzo de la segunda guerra anglo-sij, que durará hasta marzo de 1849 y terminará con la anexión del Punjab a la India británica.[57]
- 23 de abril: 
  - Revolución en Francia; primeras elecciones para una Asamblea Nacional Constituyente de la II República, en las que obtienen mayoría los conservadores, apoyados por un campesinado de tendencia conservadora.[19]
  - Revolución en Schleswig-Holstein; el ejército alemán del general Wrangel derrota a los daneses en la ciudad de Schleswig.[58]
- 25 de abril: 
  - En el Ártico, los capitanes de navío Francis Crozier del HMS Terror y James Fitzjames del HMS Erebus depositan el último mensaje formal recuperado de la Expedición Franklin en unas rocas de la Isla del Rey Guillermo, después de abandonar sus barcos el 22 de abril con los 105 miembros de la tripulación sobrevivientes, en un intento de llegar por tierra a América del Norte.[59]
  - Revolución en Austria; el conde Josip Jelačić, designado ban de Croacia por la dieta el 23 de marzo, proclama la independencia de Croacia respecto a Hungría y pone sus fuerzas a disposición del emperador Fernando I.[60]
- 26 de abril: El naturalista y explorador Alfred Russel Wallace, el otro padre olvidado de la teoría de la evolución, parte desde Liverpool hacia Belém, en el estado brasileño de Pará, a bordo del Mischief, junto con su amigo Henry Walter Bates, que compartía su interés por la botánica y la entomología. Estuvo cuatro años viajando, coleccionando e investigando en la región de la selva amazónica.[61]
- 27 de abril: 
  - Revolución en Francia; se promulga el decreto de abolición de la esclavitud.[62]
  - En Tanzania, el explorador y misionero luterano alemán Johannes Rebmann, enviado a Mombasa para apoyar a Johann Ludwig Krapf, enfermo de malaria, empieza una expedición hacia el reino chagga de Kilema, que le permitirá descubrir el monte Kilimanjaro con sus nieves perpetuas.[63]
- 28 de abril: Revolución en Sajonia; el rey Federico Augusto II que había nombrado un gobierno liberal y suprimido la censura, decide suprimir el parlamento.[10]
- 29 de abril: 
  - Revolución en los Estados Pontificios; para evitar enfrentarse a una potencia católica como Austria, Pío IX declara su neutralidad en el conflicto de la primera guerra de independencia italiana, ordenando a sus ejércitos, que habían ido a apoyar a Carlos Alberto de Cerdeña, que se retirasen, orden que fue acatada por su ejército, pero no por los 4.000 voluntarios que lo acompañaban.[64]
  - Mensaje del presidente James K. Polk al Congreso de los Estados Unidos sobre la petición de ayuda recibida de la República de Yucatán, informando que darían ayuda naval, pero advirtiendo que estaba dispuesto a conquistar esa península para evitar que Yucatán se pudiera convertir en colonia de alguna potencia europea.[65]
- 30 de abril: 
  - Revolución en Cerdeña; el ejército de Carlos Alberto de Cerdeña, con superioridad numérica, se enfrenta al ejército austríaco del general Radetzky en la batalla de Pastrengo, cerca de Verona. Victoria sarda, y Radetzky se refugió en Verona, una de las fortalezas del Quadrilatero (Verona, Peschiera, Legnago, Mantua) en la región de Lombardía-Venecia.[66]
  - Revolución en Polonia; ataques del ejército prusiano a campamentos polacos de Poznan, sobre todo la batalla de Miloslaw, ganada por los polacos, pero terminando éstos exhaustos. El Comité Nacional Polaco se disuelve, mientras se organizan guerrillas y se engrosa el ejército polaco.[45]

### Mayo
- 3 de mayo: 
  - Revolución de Transilvania; comienzo de la Asamblea Nacional de Blaj, con la participación de unos cuarenta mil rumanos, en la que pedían la independencia nacional de los rumanos de Transilvania respecto a los húngaros, aunque manteniéndose dentro del Imperio austríaco.[67]
  - Revolución en los Estados Pontificios; ante el odio popular y las protestas de sus ministros por no participar en la guerra contra Austria, Pío IX cambia su gobierno, y le escribe a Fernando I invitándole a renunciar a Lombardía.[64]
- 6 de mayo: Revolución en Cerdeña; los sardos atacan a los austríacos en la región de Verona. Toman Santa Lucía, pero no puede con Crocebianca. Debido a las bajas, Carlos Alberto se repliega, y Radetzky lanza un contraataque desde Verona, pero es rechazado.[68]
- 7 de mayo: En España, se produce en Madrid un pronunciamiento liberal del Regimiento España, promovido por los británicos que deseaban un gobierno progresista para sus intereses comerciales. Narvaéz, jefe del Gobierno, hizo aplastar el levantamiento ese mismo día en la Plaza Mayor, así como las insurrecciones de Barcelona, Valencia y Sevilla. La represión supuso 14 ejecuciones y 1500 deportados. Narváez suprimió las Cortes y gobernó sin oposición durante dos años.[38]
- 8 de mayo: Revolución en los Estados Pontificios; enfrentamiento en Cornuda de los voluntarios de los Estados Pontificios contra un fuerte ejército austríaco que los derrotan.[69]
- 9 de mayo: Revolución en Polonia; los polacos de Poznan firman la capitulación ante los prusianos. El gobierno prusiano denegó ningún signo de autonomía a la provincia de Posen que reemplazó al Gran Ducado de Poznan.[45]
- 11 de mayo: 
  - Revolución en Hungría; en Eslovaquia, presentación de las Demandas de la Nación eslovaca en la iglesia de Liptovský Mikuláš por el político Ľudovít Štúr y otros patriotas, reclamando el sufragio universal masculino, la libertad de prensa, el derecho de reunión, así como su reconocimiento nacional en el seno del Reino de Hungría. Los patriotas eslovacos fueron inmediatamente declarados fuera de la ley y perseguidos. Se decretó la ley marcial y se emitió una orden arresto el 12 de mayo contra Štúr, Hodža y Hurban.[70]
  - En Tanzania, el misionero luterano alemán Johannes Rebmann, logra culminar la subida al monte Kilimanjaro (5895 metros de altura), reportando a Londres la existencia de nieves perpetuas en este monte, ante el escepticismo del mundo científico occidental por la presencia de nieves en el Ecuador.[71]
- 13 de mayo: En Finlandia, se interpreta por primera vez en una pradera cerca de Helsinki, el himno nacional finlandés Maamme, con letra en sueco de Johan Ludvig Runeberg y música de Fredrik Pacius, por estudiantes que celebraban el Día de la Naturaleza. Algunos consideran que ese día nació Finlandia como una identidad nacional distinta. Su traducción al finés se realizó a finales del s. XIX.[72]
- 13 al 15 de mayo: Los serbios de Voivodina se reúnen en una Asamblea en la ciudad de Sremski Karlovci (13 al 15 de mayo en el calendario gregoriano, o 1 al 3 de mayo en el calendario juliano) y declaran de manera unilateral la independencia de la Voivodina serbia respecto al Reino de Hungría, tras firmar un acuerdo con el Reino de Croacia.[73]
- 15 de mayo: 
  - Revolución en Austria; segundo levantamiento de Viena. Los insurrectos rechazan una Constitución de carácter estamental y centralista.[27] La Dieta Imperial constituyente, elegida por sufragio universal masculino, acuerda la supresión del régimen feudal (abolición de la servidumbre). El emperador Fernando I y su Corte se desplazan atemorizados a Innsbruck.[23]
  - Revolución en Sicilia; las tropas reales arrollan a los insurgentes y se disuelve el Parlamento. Fernando II, para mantener la fachada constitucional, manda elegir un nuevo Parlamento en junio, aunque ineficaz.[6]

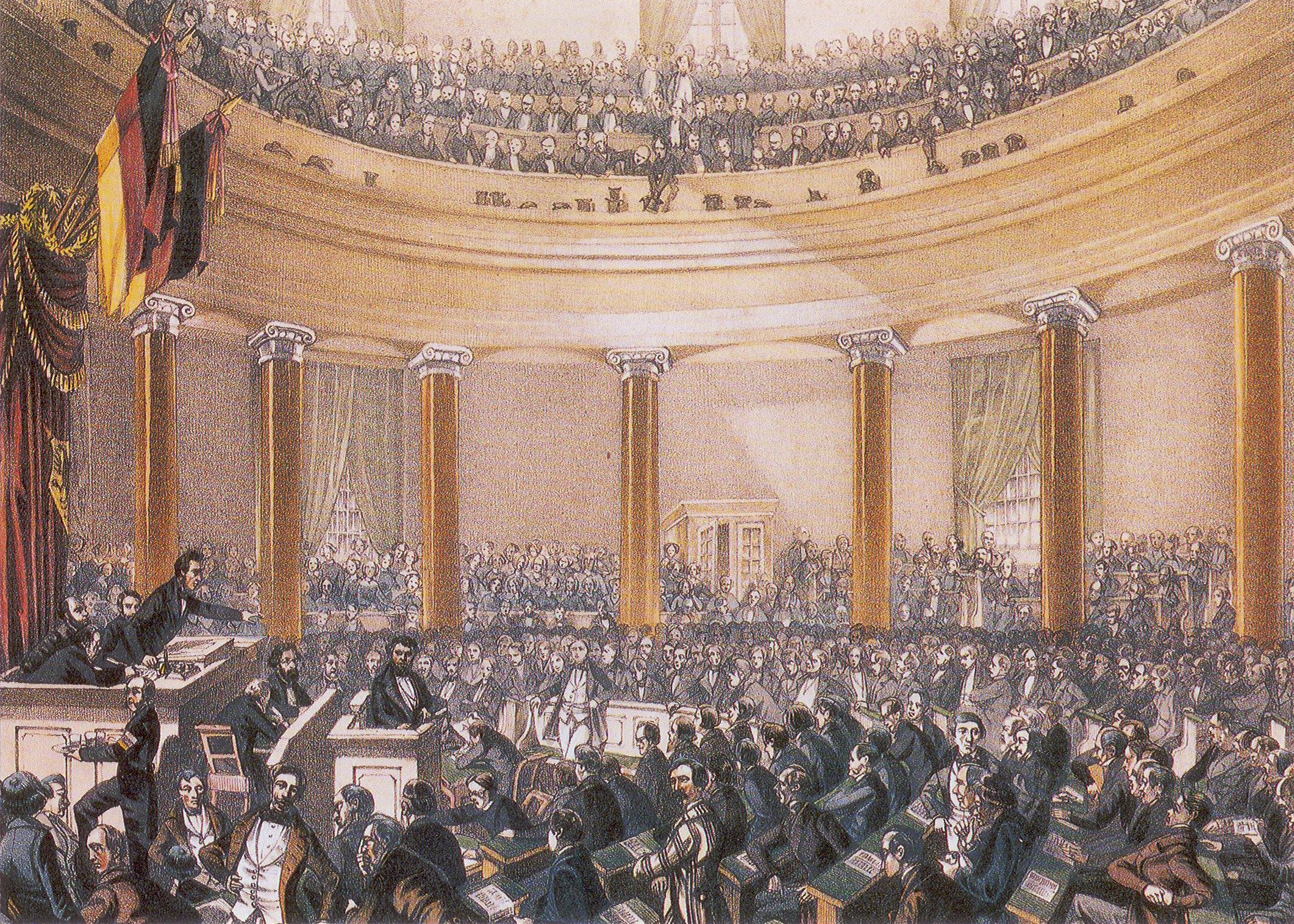
Sesión de la Asamblea de Fráncfort en la que el líder demócrata Robert Blum se dirige a los diputados (junio de 1848)

- 18 de mayo: Revolución en la Confederación Germánica; la nueva Asamblea Nacional Alemana se reúne en la iglesia de San Pablo de Fráncfort, con un 72% de los delegados elegidos por sufragio universal masculino.[23]
- 22 de mayo: Revolución en Prusia; reunión de la Asamblea Nacional Prusiana, elegida por sufragio universal masculino a principio de mes, para elaborar una constitución para Prusia con el consenso de la Corona.[74]
- 23 al 27 de mayo: En las Antillas francesas comienza la abolición de la esclavitud tras haber sido votada en Francia el mes anterior bajo el impulso de Victor Schoelcher.[75] Esta abolición se aplicó de manera inmediata en las islas de Guadalupe, Guayana, Martinica y San Martín, para evitar una insurrección de esclavos.[76]
- 29 de mayo: 
  - El territorio de Wisconsin se convierte en el trigésimo Estado de Estados Unidos, con su capital en Madison. Su nueva constitución aprobada en marzo lo convertía en un Estado libre donde la propiedad de esclavos no era legal, con lo que se igualaba el número de Estados libres con el de Estados esclavistas.[77]
  - Revolución en Cerdeña; las tropas napolitanas y toscanas detienen heroicamente la ofensiva austríaca de Radetzky en la batalla de Curtatone y Montanara, en la Lombardía.[78]
- 30 de mayo: 
  - Revolución de Transilvania; la Dieta húngara de Cluj proclama la unión de Transilvania con Hungría, sin tener en cuenta los deseos y protestas de las demás naciones de Transilvania, los rumanos y los sajones, lo que desembocará en una guerra civil entre el verano de 1848 y el verano de 1849.[67]
  - Revolución en Cerdeña; batalla de Goito entre el ejército de Radetzky con 27 000 soldados y 5 000 de caballería y el de Carlos Alberto de Cerdeña con 17 000 soldados, 6 000 de caballería y 56 cañones, con victoria de los italianos.[79]
- Mayo: Revolución en Hannover; ante los manifestantes liberales, el rey Ernesto Augusto I amenaza con marcharse a Gran Bretaña, lo que permitiría que fuesen anexados por Prusia, cosa que aquellos no deseaban, pero al final acepta una constitución más liberal que la existente, que entrará en aplicación el 5 de septiembre.[80]

### Junio
- 2 de junio: Revolución en Hungría; apertura del primer Congreso Paneslavo de Praga, presidido por el historiador y político checo František Palacký. Proclamaron su fidelidad a los Habsburgo sobre la base de un Estado federal.[81]

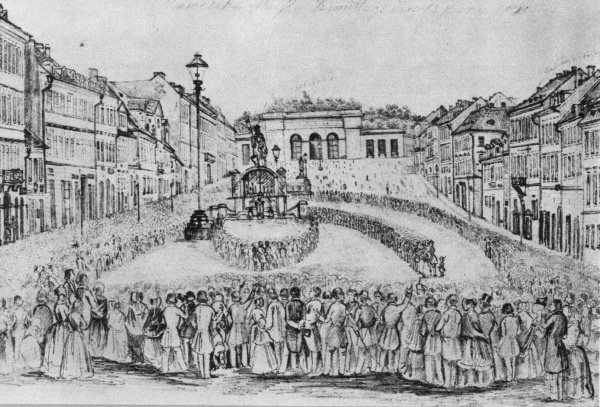
Primer Congreso Paneslavo el 2 de junio en Praga.

- 3 de junio: En México, tras la contienda con Estados Unidos, el Congreso eligió a José Joaquín de Herrera como presidente por tercera vez, que solo lo aceptó tras la presión del Congreso. Gobernó desde Mixcoac al estar Ciudad de México ocupada por los estadounidenses.[82]
- 6 de junio: Revolución en Transilvania; la Dieta húngara de Transilvania declara la abolición de la servidumbre en esta provincia.[67]
- 9 de junio: Revolución en Valaquia; se presenta la Proclamación de Islaz reclamando la independencia del Imperio otomano y de Rusia, la emancipación de los siervos,… Creación de un gobierno revolucionario y de un ejército, que exigió ser reconocido por el hospodar de Valaquia, Gheorghe Bibescu. Este lo reconoció el 11 de junio.[83]
- 10 de junio: 
  - Revolución en Transilvania; el emperador Fernando I de Austria aprueba la decisión de unir Transilvania con Hungría.[67]
  - Revolución en el Véneto; los austríacos de Radetzky atacan la ciudad de Vicenza defendida por los voluntarios de los Estados Pontificios y les derrotan. Tras rendirse, se les permitió irse.[84]
- 12 de junio: 
  - En Bohemia, estalla la revolución en Praga, donde se había reunido un Congreso Eslavo para expresar su rechazo a ser anexionados por la Confederación Germánica. Los artesanos y obreros salieron a las calles en Praga, levantando barricadas.[22]
  - En la región de Voivodina, comienza la guerra entre la Voivodina serbia, apoyada por voluntarios del Principado de Serbia, y el gobierno húngaro, con el apoyo inicial de Austria.[85]
- 14 de junio: Revolución en la Confederación Germánica; la Asamblea de Fráncfort dispone la creación de una flota alemana.[86]
- 16 de junio: Revolución en Parma; tras la aprobación del gobierno provisional, el ducado de Parma es anexionado al reino de Cerdeña. Unos días antes, Carlos Alberto había declarado la anexión de Lombardía.[10]
- 17 de junio: En Bohemia, ante la revolución de Praga, Alfredo I de Windisch-Graetz en nombre del emperador Fernando I toma la ciudad, encarcela a los liberales y radicales, y suprime la libertad de expresión.[22]
- 23 de junio: Revolución en Valaquia; la revolución valaca llega a Bucarest con apoyo popular. Abdicación del hospodar de Valaquia, Gheorghe Bibescu, que firmó la nueva constitución y dejó el país.[83]
- 23 al 26 de junio: Revolución en Francia; la decisión de la Asamblea Nacional francesa de clausurar los Talleres Nacionales por ineficientes, provoca la insurrección de los trabajadores de París, que forman unas 400 barricadas en las calles de la capital. La insurrección es duramente reprimida por Louis-Eugène Cavaignac, ministro de Guerra, apoyado por la burguesía que apoyaba el Antiguo Régimen.[19] Habrá 4000 muertos entre los insurrectos, y 1600 entre las fuerzas del orden.[87]
- 25 de junio: Revolución en Valaquia; nuevo gobierno en Bucarest que llama a la unidad de las regiones habitadas por rumanos (Valaquia, Transilvania y Moldavia). La abolición de la esclavitud de los gitanos se firma el 26 de junio.[88]
- 28 de junio: Revolución en Valaquia; preparación de una reforma agraria de reparto de tierras entre los campesinos por el gobierno revolucionario de Valaquia, lo que causó inquietud a los terratenientes y a los revolucionarios moderados.[89]
- Junio: 
  - En Suiza, el relojero Louis Brandt de 23 años funda en La Chaux-de-Fonds la marca de relojes de lujo Omega.[90]
  - En Australia, creación de una policía montada indígena con oficiales blancos en Queensland para "limpiar el país" y someter a los ladrones de ganado y las revueltas indígenas.[91]

### Julio
- 1 de julio: Revolución en Valaquia; intento de golpe de Estado en Bucarest de la rama moderada del gobierno, pero reacción del pueblo que redujo a los golpistas. Los revolucionarios valacos, para evitar ser anexados por el Imperio ruso, piden el 3 de julio el amparo del Imperio otomano.[89]
- 3 de julio: En las Indias Occidentales Danesas (actualmente Islas Vírgenes), estalla una revuelta de 8 000 esclavos en la isla Santa Cruz al demandar la emancipación sin esperar los 12 años propuestos por el rey danés, y tomar la pequeña ciudad de Frederiksted. El gobernador Peter von Scholten se dirigió allí para evitar el riesgo de una rebelión devastadora y se entrevistó con John Gottlieb, el líder de los esclavos. A continuación declaró la abolición inmediata de la esclavitud en estas posesiones danesas.[92]
- 4 de julio: 
  - Revolución en Venecia; la asamblea veneciana de Manin abandona la República para fusionarse en el efímero Reino del Norte de Italia de Carlos Alberto de Piamonte.[93]
  - Revolución en Cerdeña; el rey Carlos Alberto de Cerdeña se reúne con Garibaldi, recién retornado de su exilio en Sudamérica tras ser condenado a muerte por su participación en el levantamiento de 1834.[94]
- 6 de julio: En Santiago de Chile, el presidente Manuel Bulnes Prieto funda la Escuela de Artes y Oficios, que dio origen a la Universidad Técnica del Estado, y posteriormente a la Universidad de Santiago de Chile.
- 7 de julio: Revolución en Moldavia; entrada en el país de un ejército ruso para evitar que se estableciese un gobierno revolucionario como en Bucarest en la revuelta de Valaquia.[95]
- 9 de julio: En el Gran Ducado de Luxemburgo se aprueba una Constitución liberal, en gran parte calcada sobre la belga.[96]
- 11 de julio: En Inglaterra, inauguración por la compañía LSWR (Ferrocarril de Londres y del Suroeste), de la estación de Waterloo en Londres, importante terminal central en la red ferroviaria nacional en el Reino Unido.[97]

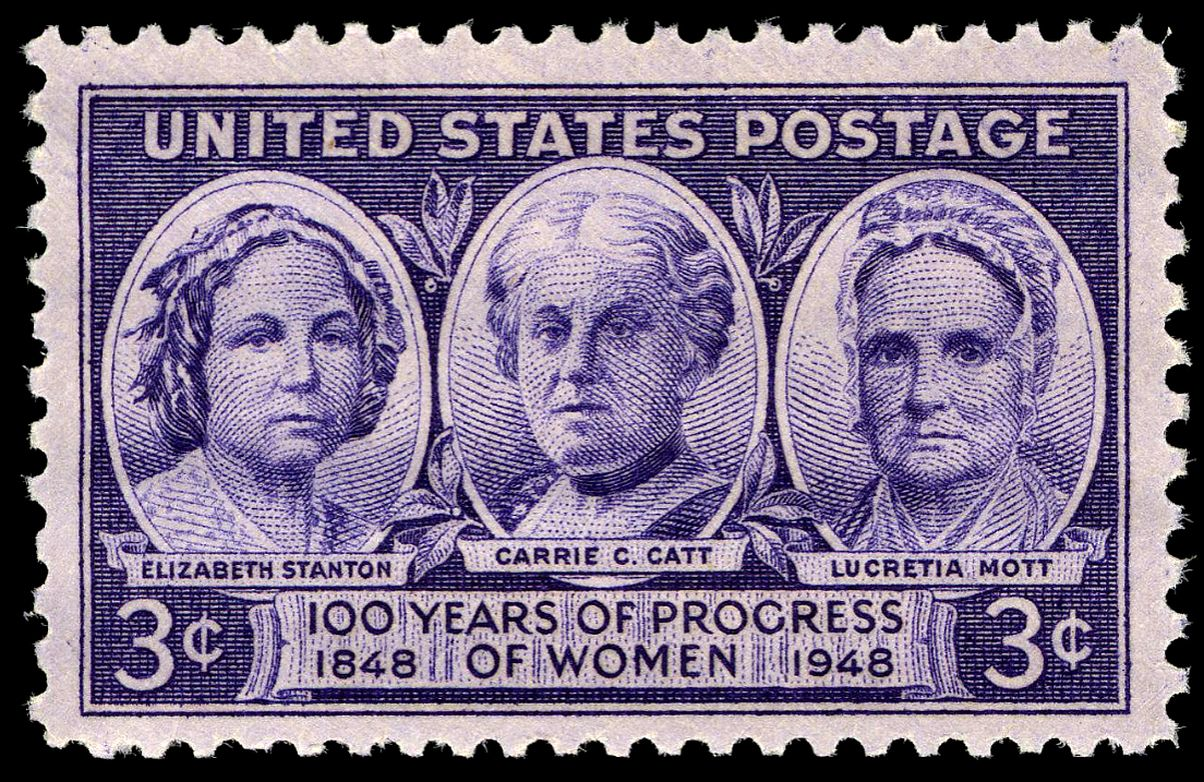
Sello conmemorativo USA de 1948 de la Convención de Seneca Falls de 1848 titulado "100 años de Progreso de las Mujeres".

- 19 y 20 de julio: En Estados Unidos, se celebra en Seneca Falls, Nueva York, la primera convención sobre los derechos de la mujer americana, organizada por Elizabeth Cady Stanton y Lucretia Mott, para discutir el rol de la mujer en la sociedad. El resultado fue la Declaración de Seneca Falls (o "Declaración de sentimientos"), en el que denunciaban las restricciones sociales y políticas a la mujer. Se considera un texto fundacional del movimiento feminista.[98]
- 20 de julio: En Sudáfrica, dirigidos por Andries Pretorius, los bóeres provenientes de Natal, Transvaal y el Transorange que no aceptaban la anexión británica y la política anexionista del gobernador Sir Harry Smith, cruzan el río Vaal y se apoderan de la ciudad de Bloemfontein, tras el abandono por el Mayor Henry D. Warden, al no disponer de efectivos para la resistencia.[99]
- 22 de julio: En España, tras varios años de ruptura de relaciones diplomáticas con la Santa Sede, normalización de las relaciones con la llegada del primer nuncio apostólico ante la reina Isabel II, mientras el embajador español llegó al Vaticano el 3 de agosto.[100]
- 24 de julio: Revolución en Cerdeña; batalla de Custoza entre el ejército de Radetzky (33.000 hombres) y el de Carlos Alberto de Cerdeña (22.000 hombres), con victoria de los austríacos. Carlos Alberto retiró su ejército hasta Milán.[101]
- 26 de julio: En Sri Lanka, estalla una revuelta de campesinos contra el poder británico en Dambulla Vihara, en el distrito de Matale, como reacción a una subida importante de impuestos, apoyados por el clero budista. Los rebeldes se dirigieron a Kandy para conquistarla. La reacción británica fue fulminante y declararon la ley marcial a finales de julio, y acabaron con la rebelión para septiembre.[102]
- 29 de julio: En Irlanda, en el condado de Tipperary estalla una revuelta nacionalista contra los británicos, como consecuencia de la gran hambruna irlandesa, pero es sofocada por las fuerzas de la policía gubernamental.[103]
- 30 de julio: 
  - Revolución en Milán; Garibaldi, trabajando para el gobierno provisional de Milán, y al mando de una tropa de 5.000 voluntarios, entra en Bérgamo, y avanza luego sobre Monza, donde recibe las noticias de la rendición de Milán del 5 de agosto. A partir de ese momento las deserciones en sus fuerzas comenzaron.[104]
  - En la isla de Nueva Guinea, por un decreto secreto del gobierno de Países Bajos, se instituye la frontera que separaba la región occidental de la isla, de la que se habían apoderado en 1828, de la región oriental, cuya parte sur estaba ocupada por los británicos. Esta frontera se situó en la longitud este 141° 20′ del meridiano de Greenwich, y divide hoy la isla entre Papúa Nueva Guinea y Nueva Guinea Occidental de Indonesia.[105]
- 31 de julio: Se funda la ciudad de Tucupita (Venezuela)
- Julio: 
  - En el Egipto del Imperio otomano, Mehmet Alí cede el poder a su hijo adoptivo Ibrahim Bajá que solo reinará unos pocos meses y morirá el 10 de noviembre de un dolor torácico.[106]
  - En Persia, se celebra en Tabriz el juicio por apostasía contra el popular Báb, fundador del babismo, precursor del bahaísmo. Los clérigos islámicos le exigieron que hiciera milagros o se retractase, pero él sólo declaró Yo soy el que habéis estado esperando durante mil años. Para condenarle a muerte, debía estar cuerdo, pero el médico real, William Cormick, le declaró como enfermo mental. Bab recibió veinte latigazos en las plantas de los pies, durante los cuales se retractó. Luego lo devolvieron a la cárcel de Chehriq, donde fue ejecutado dos años más tarde.[107]

### Agosto
- 3 de agosto: En la costa oeste del Océano Pacífico, el almirante ruso Guennadi Nevelskói logra demostrar que el estrecho de Tartaria que separaba la isla de Sajalín de la costa continental rusa asiática conectaba el mar de Ojotsk (estuario del río Amur en el golfo de Sajalín) con el mar del Japón, y que por lo tanto era un estrecho y no un golfo como se creía hasta entonces.[108]
- 4 de agosto: Revolución en Cerdeña; nueva victoria de los austríacos contra Carlos Alberto en la batalla de Milán,[109] tras la que los sardos pidieron un armisticio. El ejército austríaco entró en Milán el 6 de agosto.[110]
- 9 de agosto: Revolución en Cerdeña; firma del armisticio de Salasco en Vigevano (Lombardía) entre el comandante Hermann Heinrich von Hess de los austríacos y el general piamontés Carlo Canera di Salasco,[111] por el que Carlos Alberto retiró su apoyo a los venecianos, se retiró de la Lombardía y volvió a sus dominios en el norte de Italia.[110]
- 10 de agosto: 
  - Revolución en Módena; el duque de Módena recupera su ducado gracias al ejército austríaco de Francisco de Paula de Liechtenstein enviado por Radetzky.[112]
  - Proclamación de la abolición de la esclavitud en la Guayana Francesa por André Aimé Pariset, Comisario general de la República francesa en Guayana.[113]
- 14 de agosto: En Estados Unidos se conforma el Territorio de Oregón, que incluía los Estados actuales de Washington, Oregón y Idaho, así como el oeste de Montana y Wyoming.[114]
- 17 de agosto: 
  - El gobernante Miguel Barbachano, firma la reincorporación de la República de Yucatán a México, al recibir 100 000 pesos y la promesa de apoyo militar y logístico mexicano para ayudar a combatir a los rebeldes durante la Guerra de castas entre los mayas y los blancos (criollos y mestizos).[115]
  - Revolución en Toscana; el gran duque Leopoldo II disuelve su gobierno moderado y nombra otro formado por demócratas radicales.[10]
- 18 de agosto: Revolución en Parma; los austríacos de Francisco de Paula de Liechtenstein instauran un gobierno en Parma con el beneplácito del duque Carlos II, que seguía en Sajonia.[112]

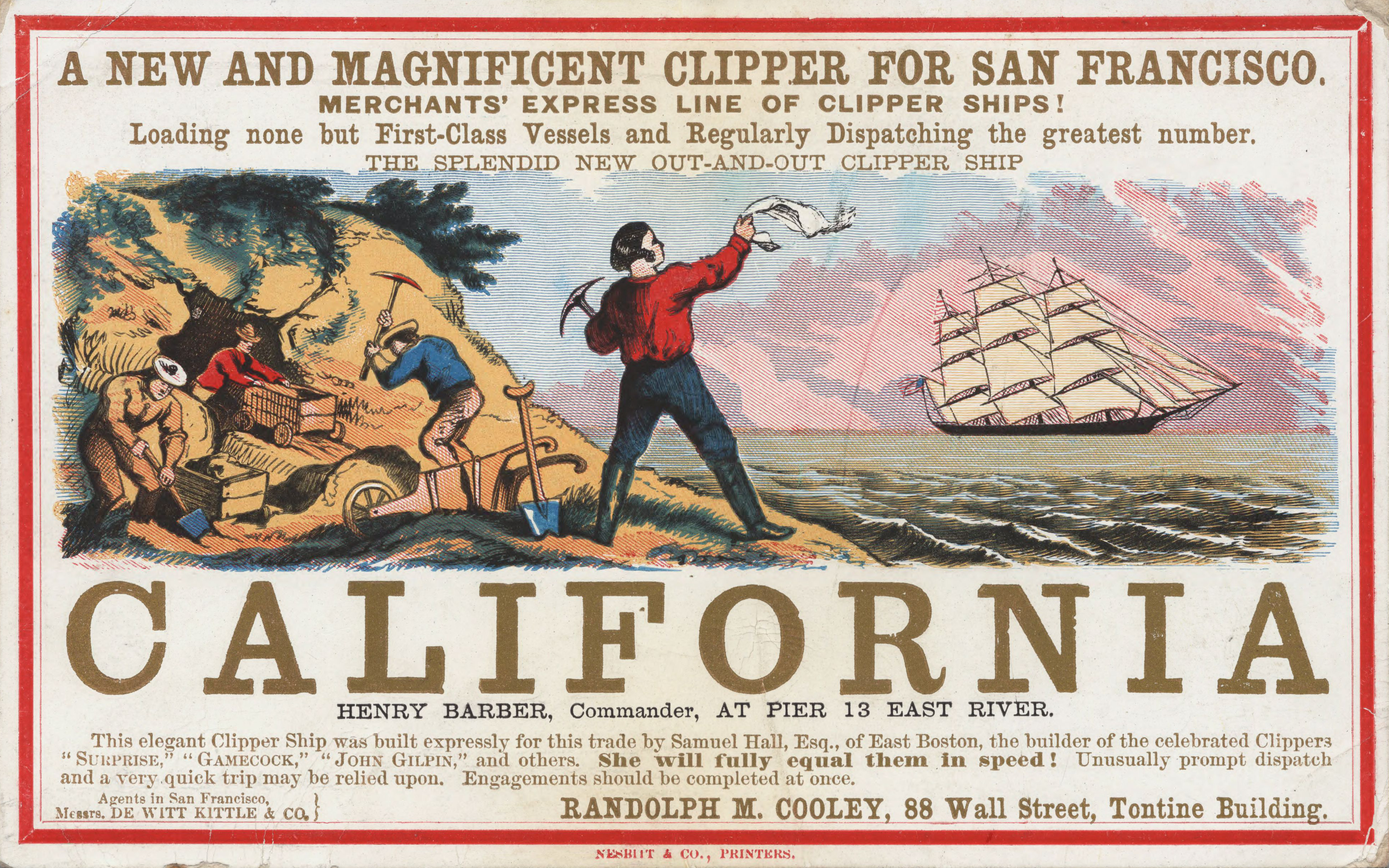
«Un nuevo y magnífico clíper para San Francisco». Publicidad de viajes a California publicada en Nueva York en la década de 1850.

- 19 de agosto: En Estados Unidos, tras el descubrimiento de oro en California en enero, el periódico New York Herald informó en un amplio artículo sobre el hallazgo de oro en California y en diciembre el presidente James Polk lo confirmó ante el Congreso. Esto dio origen a la fiebre del oro y a la primera avalancha de buscadores de oro, "los del 48". El pico de la fiebre del oro se produjo en 1852[116]
- 24 de agosto: Naufragio de la bricbarca estadounidense Ocean Monarch debido a un fuego que estalló a bordo al poco de partir de Liverpool hacia Boston, hundiéndose cerca de Liverpool y muriendo 178 pasajeros. Un total de 218 personas pudieron salvarse.[117]
- 25 de agosto: Revolución en Toscana; el gran duque Leopoldo II sofoca una revuelta de demócratas en Livorno.[10]
- 26 de agosto: 
  - Revolución en Milán; Garibaldi, tras varios encuentros sin éxito con los austríacos de Radetzky en Arcisate y Morazzone, huye a Suiza.[112]
  - Revolución en Schleswig-Holstein; tras las presiones internacionales (Gran Bretaña y Rusia) para respetar la integridad territorial de Dinamarca, Prusia firma el Tratado de Malmö aceptando las demandas danesas, mientras los ducados seguían apoyados por la Confederación Germánica.[23]
- 29 de agosto: En Sudáfrica, las fuerzas británicas del gobernador Sir Harry Smith de El Cabo (unos mil hombres), derrotan a las fuerzas bóeres de Andries Pretorius (unos setecientos hombres) en las colinas de Boomplaats, lo que le permitió reconquistar Bloemfontein el 2 de septiembre.[99]
- 31 de agosto: En Costa Rica se proclama la República, tras la independencia del Imperio español en 1821 y haber formado parte de la República Federal de Centroamérica (1823-1842). José María Castro Madriz fue el último jefe de Estado y el primer presidente de la nación.[118]
- Agosto: Revolución en Hungría; reacción del gobierno austríaco del emperador Fernando I que anula las Leyes de Abril y el derecho de los húngaros a tener un ejército separado.[22]

### Septiembre
- 5 de septiembre: En Persia, a la muerte del sah Muhammad Sah Kayar, su hijo Nasereddín Sah Kayar le sucede hasta 1896. Introdujo reformas modernizadoras al modo europeo (telégrafo, periódicos, ferrocarril,...), pero al final se mostró conservador y dictatorial.[119]
- 6 de septiembre: Revolución en Sicilia; tras tres días de intensos y continuos bombardeos, las tropas de Fernando II (veinte mil soldados) toman la ciudad de Mesina a pesar de la dura resistencia de seis mil soldados sicilianos. El bombardeo se prologó hasta 8 horas después de la rendición, lo que le valió el apodo de Rey Bomba a Fernando II.[6]
- 11 de septiembre: 
  - En Teherán (Irán) es coronado Nasereddín Shah Qayar.
  - Revolución en Hungría; los croatas, liderados por el Ban (gobernador) Josip Jelačić nombrado por el emperador, cruza el río Drava con la intención de tomar Budapest.[1] Kossuth, que es nombrado ministro-presidente, hace un llamamiento a la resistencia nacional húngara.[22]
- 12 de septiembre: En Suiza, los cantones suizos aprobaron una nueva constitución que les convertía en un estado federal, con un poder legislativo en manos del Consejo Nacional y del Consejo de los Estados, y un poder ejecutivo en manos de un Consejo Federal. La Confederación ejercería su competencia sobre política exterior, ejército, aduanas, ferrocarriles y moneda; los Cantones sobre cuestiones religiosas, educación, justicia y prensa.[120]
- 14 de septiembre: En el Punyab, la ciudad de Multán (actual Pakistán) estaba bajo asedio británico desde julio por la revuelta de su gobernador Mulraj, pero en esta fecha el ejército Sij del general Sher Singh se unió a los rebeldes y obligó a levantar el asedio, lo que dio origen a la segunda guerra Anglo-Sij.[121]
- 16 de septiembre: Revolución en Schleswig-Holstein; intento de ratificación en Fráncfort del Tratado de Malmö con enfrentamientos armados. Establecimiento de una tregua de varios meses con Dinamarca.[39]

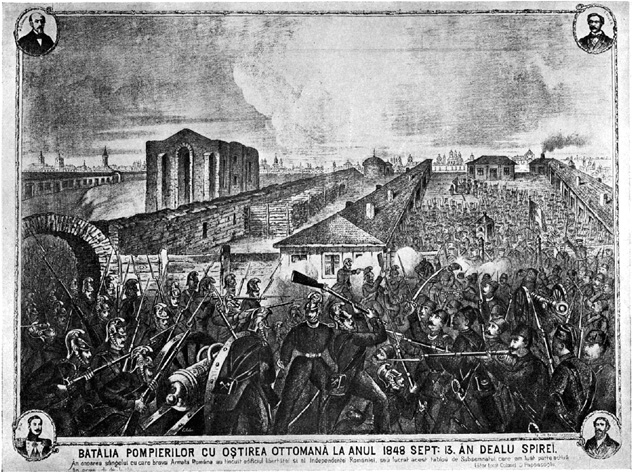
Represión del movimiento revolucionario de Bucarest por los turcos el 25 de septiembre.

- 17 de septiembre: En Persia, al morir el Shah Muhammad Sah Kayar el 5 de septiembre, su hijo Nasereddín Shah Kayar de diecisiete años es proclamado rey y Shah de Persia, y gobernará el país hasta ser asesinado en 1896.[122]
- 18 de septiembre: Revolución en Valaquia; una muchedumbre en Bucarest queman los registros de nobleza de los boyardos y de Valaquia como provincia otomana, mientras el zar Nicolás I se encuentra con su ejército en la frontera.[123]
- 19 de septiembre: En Eslovaquia, se produce una primera reunión de los patriotas eslovacos en Myjava, en la que Ľudovít Štúr proclamó la independencia respecto a Hungría, aunque el Consejo Nacional Eslovaco sólo administraba Myjava y sus alrededores. Los voluntarios eslovacos fueron derrotados unos pocos días después por los húngaros.[124]
- 25 de septiembre: Revolución en Valaquia; el ejército otomano entra en Bucarest, toma la ciudad y arresta a los revolucionarios.[125] El 27 de septiembre entró también en la ciudad el ejército ruso, que asumió la administración de la mitad de la ciudad.[126]
- 29 de septiembre: Revolución en Hungría; la caballería húngara logra frenar a los croatas de Josip Jelačić en la batalla de Pákozd,[1] y los hace retroceder a las fronteras con Austria.[22]

### Octubre
- 3 de octubre: Revolución en Hungría; declaración de guerra de Austria a Hungría.[1]

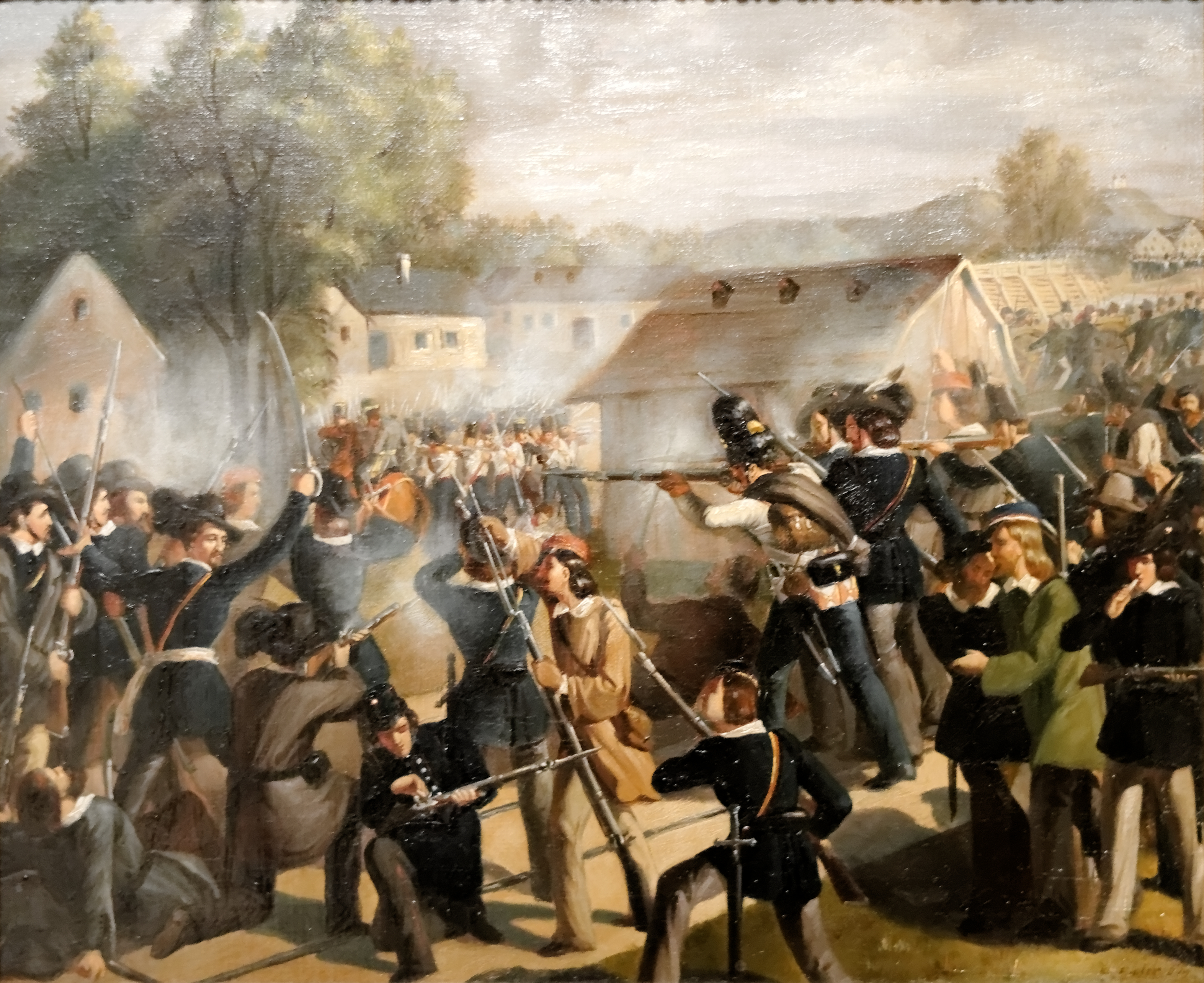
Insurrección de Viena el 6 de octubre. Combate sobre el puente Tabor.

- 6 de octubre: Revolución en Austria; tercer levantamiento de Viena, al pasar las tropas austríacas por la capital para sofocar la insurrección en Hungría. Los insurrectos (obreros y estudiantes) asesinan al ministro de la Guerra. La Corte huye a Olmütz el 7 de octubre.[23]
- 8 de octubre: 
  - Revolución en Sicilia; los británicos y los franceses, consternados por la "barbarie" napolitana, imponen un armisticio de seis meses.[6]
  - Revolución en Schleswig-Holstein; en una conferencia en Londres, Dinamarca propone que Schleswig se integre en el reino danés, y que Holstein se integre en la Confederación Germánica.[39]
- 11 de octubre: En Países Bajos, los estallidos revolucionarios en otros países europeos llevaron al rey Guillermo II a aceptar una reforma constitucional del gobierno liberal para limitar el poder del rey e introducir la responsabilidad ministerial y el control parlamentario del presupuesto, lo que supuso el verdadero comienzo de la democracia neerlandesa.[127]
- 12 de octubre: Revolución en Venecia; los venecianos rechazan participar en un “congreso federal” organizado por Piamonte.[93]
- 16 de octubre: Un terremoto de 7,5 sacude la isla sur de Nueva Zelanda dejando algunos muertos.
- 20 de octubre: En Persia el nuevo Shah Nasereddín Sah Kayar nombra Gran Visir a Amir Kabir, el gobernador de Azerbaiyán desde 1843. Este, con una amplia experiencia práctica, el conocimiento del Tanzimat en curso en el imperio otomano y de las reformas emprendidas en Rusia, abordará en los 3 años en su puesto una profunda reforma económica y política del imperio, y de su ejército.[128]
- 27 de octubre: Revolución en la Confederación Germánica; votación en la Asamblea de Fráncfort  sobre qué era Alemania. Ganó la opción de una Gran Alemania que incluyera únicamente las tierras germánicas de Austria, y excluyendo a las etnias no germánicas (checos, húngaros, rumanos, italianos, …).[10]
- 28 de octubre: En España se inaugura oficialmente la línea de ferrocarril entre Barcelona y Mataró, la primera en territorio peninsular de España. El tren recorre los 28,4 km de distancia en 35 minutos. El día 5 de octubre se había hecho la primera prueba, y el 8 de octubre un viaje con 400 personas.[129]
- 31 de octubre: Revolución en Austria; tras reprimir el levantamiento de húngaros y eslavos en Schwechat, y comenzar el asedio y bombardeo de Viena el 26 de octubre, el mariscal Windischgratz entra en la capital y restablece el orden, en medio de una gran represión, incluyendo el fusilamiento de los dirigentes de la Guardia Nacional.[23]
- Octubre: Revolución en Transilvania; comienzan los enfrentamientos de la guerra civil entre los húngaros de Hungría y Transilvania de un lado, y los austríacos, sajones y rumanos de Transilvania del otro. Los combates durarán hasta el verano de 1849.[67]

### Noviembre
- 3 de noviembre: En los Países Bajos se promulga una Constitución de corte liberal por decisión del rey Guillermo II.[130]
- 4 de noviembre: En Francia se vota por la Asamblea Nacional la Constitución de la Segunda República francesa, que establecía un Presidente de la República que nombraría un gobierno con un primer ministro.[131]
- 7 de noviembre: 
  - Elecciones presidenciales de Estados Unidos de 1848. El presidente demócrata James K. Polk no opta a la reelección y declara candidato a Lewis Cass, que se enfrenta al candidato whig, el general Zachary Taylor, héroe de la guerra mexicano-estadounidense. Taylor fue el ganador de los comicios, al obtener 163 votos electorales contra 127 de Cass, y tomó posesión de su cargo el 4 de marzo de 1849. Fueron las primeras elecciones que se celebraron el mismo día en todo el país.[132]
  - En el Brasil de Pedro II, se produce el levantamiento liberal de Praieira en Recife, en el estado de Pernambuco, contra el gobierno conservador centralizador. Los praieiros eran una disidencia del Partido Liberal que estuvieron en el poder de 1845 a 1848 en Pernambuco, que buscaban crear una república y un reformismo socioeconómico radical. La inestabilidad política duró hasta 1850.[133]
- 9 de noviembre: Revolución en Prusia; el rey Federico Guillermo IV en Berlín, tras haber nombrado un gobierno antirrevolucionario el 1 de noviembre, decreta el traslado de la Asamblea Nacional Prusiana a la ciudad de Brandeburgo con la oposición del propio parlamento.[134]
- 10 de noviembre: A la muerte de Ibrahim Bajá en Egipto, Abbás I, nieto de Mehmet Alí, el fundador de la dinastía reinante, es nombrado regente de Egipto y Sudán en el Imperio otomano, y a partir de 1849 Valí de estos territorios, el cual gobernará con una política reaccionaria.[135]
- 12 de noviembre: 
  - Revolución en Francia; se promulga la Constitución de la II República, con una sola cámara y elección directa del presidente por 4 años, no reelegible. Ante la inseguridad de la situación la burguesía, los católicos y el campesinado conceden el 73% de los votos al nieto de Napoleón.[19]
  - Revolución en Prusia; el rey Federico Guillermo IV animado por la victoria de los absolutistas en Viena, pone a la capital Berlín y sus alrededores bajo estado de sitio.[136]
- 15 de noviembre: Revolución en los Estados Pontificios; tras el apuñalamiento del primer ministro Pellegrino Rossi en el Palacio de la Cancillería de Roma por un grupo de activistas liberales, y ante el asedio de la multitud al Palacio del Quirinal, Pío IX se ve obligado a nombrar un primer ministro demócrata.[64]

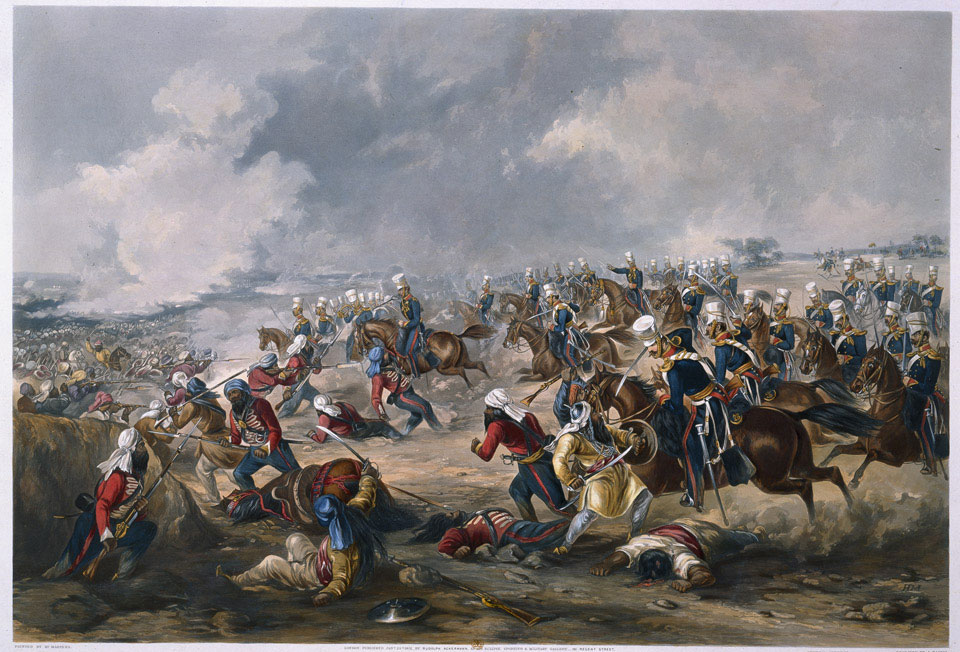
Carga del regimiento 14.º Light Dragoons en la Batalla de Ramnagar, el 22 de noviembre de 1848.

- 16 de noviembre: En Suiza las primeras elecciones fueron ganadas por los radicales, con Jonas Furrer, del Cantón de Zúrich, como primer presidente, y eligiendo a Berna como capital federal.[120]
- 17 de noviembre: Revolución en los Estados Pontificios; una multitud armada se presenta ante el palacio papal reclamando la expulsión de la guardia suiza de Roma. Pío IX se ve obligado a ceder.[137]
- 22 de noviembre: En el Punyab, tiene lugar la batalla de Ramnagar en las orillas del río Chenab entre las fuerzas de la Compañía Británica de las Indias Orientales y las de Imperio sij durante la Segunda Guerra Anglo-Sij. Los sijs lograron repeler un ataque sorpresa de los británicos.[138]
- 24 de noviembre: Revolución en los Estados Pontificios; ante la cólera popular, Pío IX huye de Roma disfrazado de sacerdote hasta la fortaleza napolitana de Gaeta, desde donde pidió ayuda a las potencias europeas.[137]
- 30 de noviembre: Revolución en Valaquia; un ejército otomano de 10.000 hombres conquista con bastantes pérdidas la ciudad de Craiova.[139]

### Diciembre
- 2 de diciembre: Revolución en Austria; el nuevo primer ministro, príncipe Schwarzenberg clausura en noviembre la Dieta Constituyente, instaura la dictadura y fuerza la abdicación del emperador Fernando I en su sobrino Francisco José I.[23]
- 5 de diciembre: Revolución en Prusia; el rey Federico Guillermo IV decreta la disolución de la Asamblea Nacional Prusiana y promulga una nueva constitución basada en la “Carta Waldeck”, que establece un sistema electoral indirecto, en el que el 20% de los votantes (los que más impuestos pagaban) elegían a dos tercios del parlamento.[134]
- 6 de diciembre: En Bolivia, Manuel Isidoro Belzu, de gran ascendencia sobre los indígenas, tras una campaña militar comenzada en octubre, venció a las fuerzas del presidente Velasco en la batalla de Yamparáez, y fue proclamado presidente de la República de Bolivia.[140]
- 7 de diciembre: Revolución en Hungría; la Dieta de Hungría rechaza reconocer el título del nuevo rey Francisco José I como rey de Hungría en vez de a Fernando I, y hace un llamamiento a las armas a la nación.[141]

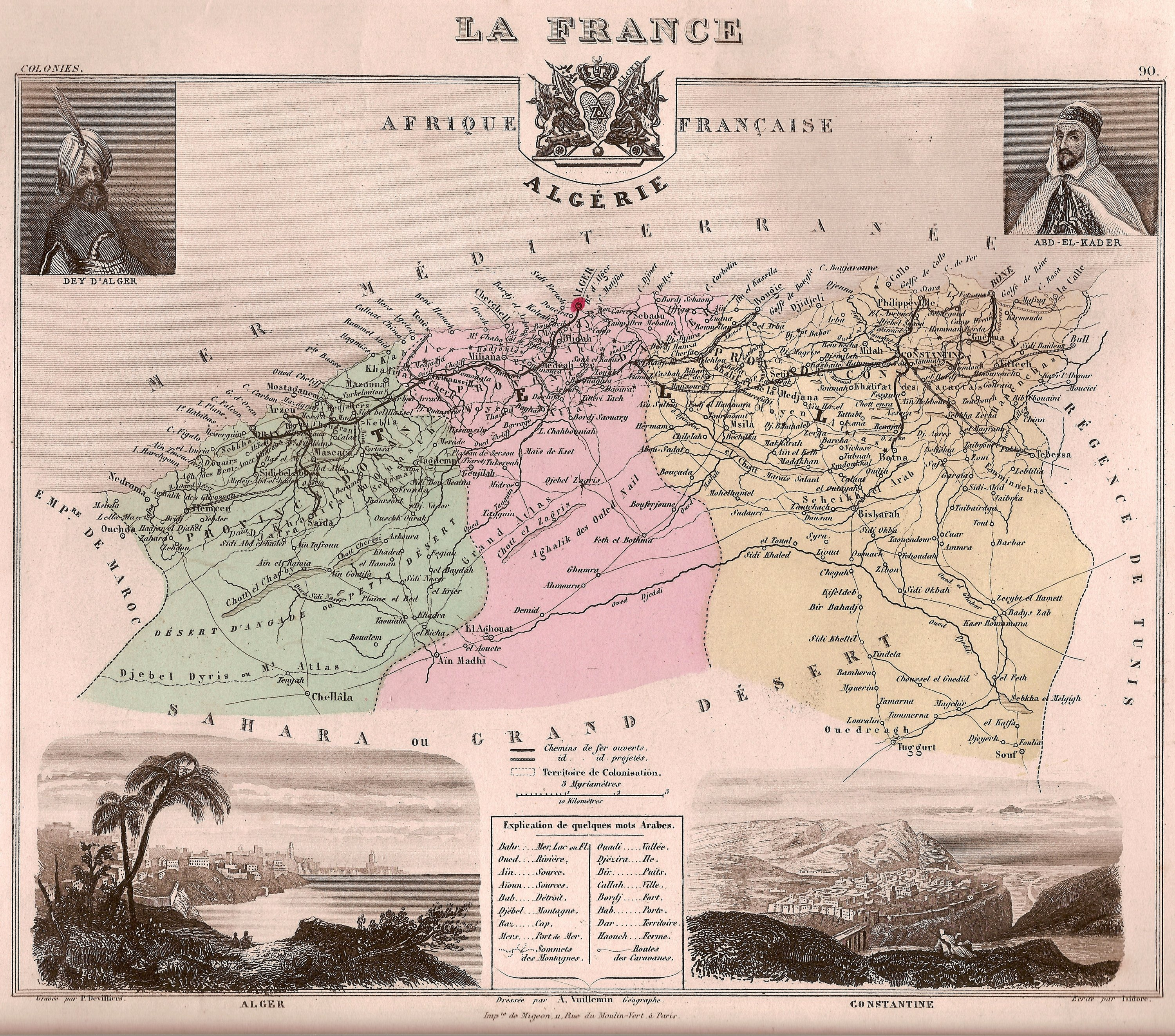
Mapa francés mostrando las tres provincias de Argelia hacia 1848.

- 9 de diciembre: En Argelia, tras la rendición de Abd al-Qádir en diciembre de 1847, el gobierno francés decreta la división del país en tres provincias, las de Orán, Argel y Constantina, lo que supone el deseo de su integración en el territorio francés.[142]
- 10 de diciembre: Revolución en Francia; elección de Luis-Napoleón Bonaparte como presidente de la Segunda República por sufragio universal (apoyo de los católicos y los campesinos). La realeza es definitivamente abolida.[19]
- 12 de diciembre: Revolución en los Estados Pontificios; ante la ausencia de Pío IX en Roma y su negativa a volver, el parlamento elige un nuevo gobierno, que será inmediatamente excomulgado por el Papa, mientras Giuseppe Garibaldi entraba en la ciudad al frente de una legión de 1300 voluntarios.[10]
- 13 de diciembre: Revolución en Hungría; el general austríaco Alfredo I de Windisch-Graetz entra en Hungría y toma Győr, antes de llegar a Budapest el 31 de diciembre.[143]
- 18 de diciembre: En Chile se crea oficialmente la ciudad de Punta Arenas tras el incendio de Fuerte Bulnes a finales de 1847.[144]
- 20 de diciembre: En la isla de la Reunión, tras el decreto del 27 de abril en Francia, el Comisario general de la República para la Reunión, Joseph Sarda, decreta oficialmente la abolición de la esclavitud en la isla.[145]
- 27 de diciembre: Revolución en la Confederación Germánica; la Asamblea de Fráncfort consigue la aprobación de una ley imperial sobre los derechos fundamentales del pueblo alemán que incluía entre otros elementos la libertad de movimiento, de religión, de prensa,…, la abolición de la pena capital y la igualdad de trato ante la ley de todos los alemanes en toda Alemania.[146]
- 29 de diciembre: En Estados Unidos, se instala la iluminación por gas en la Casa Blanca de Washington a petición del presidente James K. Polk, por considerarla más segura que los medios tradicionales (velas, aceite y manteca de cerdo) que solían ser causa de incendios. Pidió también utilizar la misma tecnología en todas las lámparas de araña del Capitolio.[147]

### Fecha desconocida
- Muerte del jefe Ngoni Zwandengaba, que había conducido a su pueblo durante 20 años en una migración de 1.600 km desde Suazilandia por el África austral hasta el oeste de Tanzania, donde había establecido su capital, Mapupo, en la década de 1840, cerca de la llanura de Fipa.[148] A su muerte sus guerreros se dispersan y fundan varios reinos en Tanzania, Zambia, y Malaui, así como los de Mshope y Njelu.[149]
- La isla de Labuán en la orilla noroeste de Borneo, se convierte en colonia del Imperio británico, tras haber sido adquirida al Sultanato de Brunéi en 1846, siendo nombrado primer gobernador Sir James Brooke.[150]
- En Finlandia, la ciudad de Joensuu es creada por el zar Nicolás I de Rusia, convirtiéndose en la capital de la región de Carelia Septentrional, cuando formaba parte del Gran Ducado de Finlandia.[151]

## Cultura y Sociedad
- 18 de marzo: En Estados Unidos, aprobación de una ley por la Corte General de Massachusetts para la fundación de la Biblioteca Pública de Boston en la ciudad de Boston, la mayor biblioteca municipal del país actualmente.[152]
- 29 de marzo: En Inglaterra, se funda el Queen's College en Londres, la primera escuela en el mundo en entregar calificaciones académicas a las mujeres.[153]
- 26 de julio: En Estados Unidos, aprobación de la ley para la fundación de la Universidad de Wisconsin-Madison, también conocida como UW-Madison, en Madison, Wisconsin. Es una universidad pública de investigación.[154]
- 26 de septiembre: En Canadá, fundación de la Universidad de Ottawa, universidad pública de investigación bilingüe, en Ottawa, Ontario, y creada inicialmente como College Bytown, gestionada por los Misioneros Oblatos de María Inmaculada. Fue renombrada como College of Ottawa en 1861, se convirtió en universidad pontificia en 1889, y se reorganizó como universidad pública en 1965 independiente de ninguna organización religiosa.[155]
- 1 de noviembre: En Estados Unidos, comienzo de las clases en la Boston Female Medical College con 12 estudiantes y 2 profesores, la primera universidad norteamericana que enseñó temas médicos a las mujeres.[156]
- 6 de noviembre: En Estados Unidos, apertura de la Universidad de Misisipi, también conocida como Ole Miss, en Oxford, Misisipi. Es una universidad pública de investigación.[157]
- 9 de noviembre: Fundación en Boston, Massachusetts, de la primera escuela médica para mujeres en el mundo, The Boston Female Medical College. Se integró en la Universidad de Boston en 1874.[158]
- Emisión de la primera serie de sellos postales, en la colonia británica de las islas de las Bermudas, emitidos por el director de Correos de la capital Hamilton, en la forma de un cuño fechador manteniendo solo el año, y agregando su firma y el texto One Penny.[159]

### Deportes
- 6 de junio: En Estados Unidos se corre por primera vez la regata del New York Yacht Club, club creado en 1844, y en la que participaron 8 yates. Se inició así una tradición de carreras de yates que se ha realizado cada año, salvo en tiempos de guerra.[160]
- En el Reino Unido, establecimiento en la Universidad de Cambridge de las primeras normas para la práctica del fútbol. Fueron formalizadas por el estudiante Henry de Winton y el profesor en Uppingham, John Charles Thring, que contaron con la participación de otros estudiantes de Winchester, Eton, Harrow, Shrewsbury y Rugby. Estas normas fueron la base en 1863 para crear las Normas de juego de la Football Association.[161]

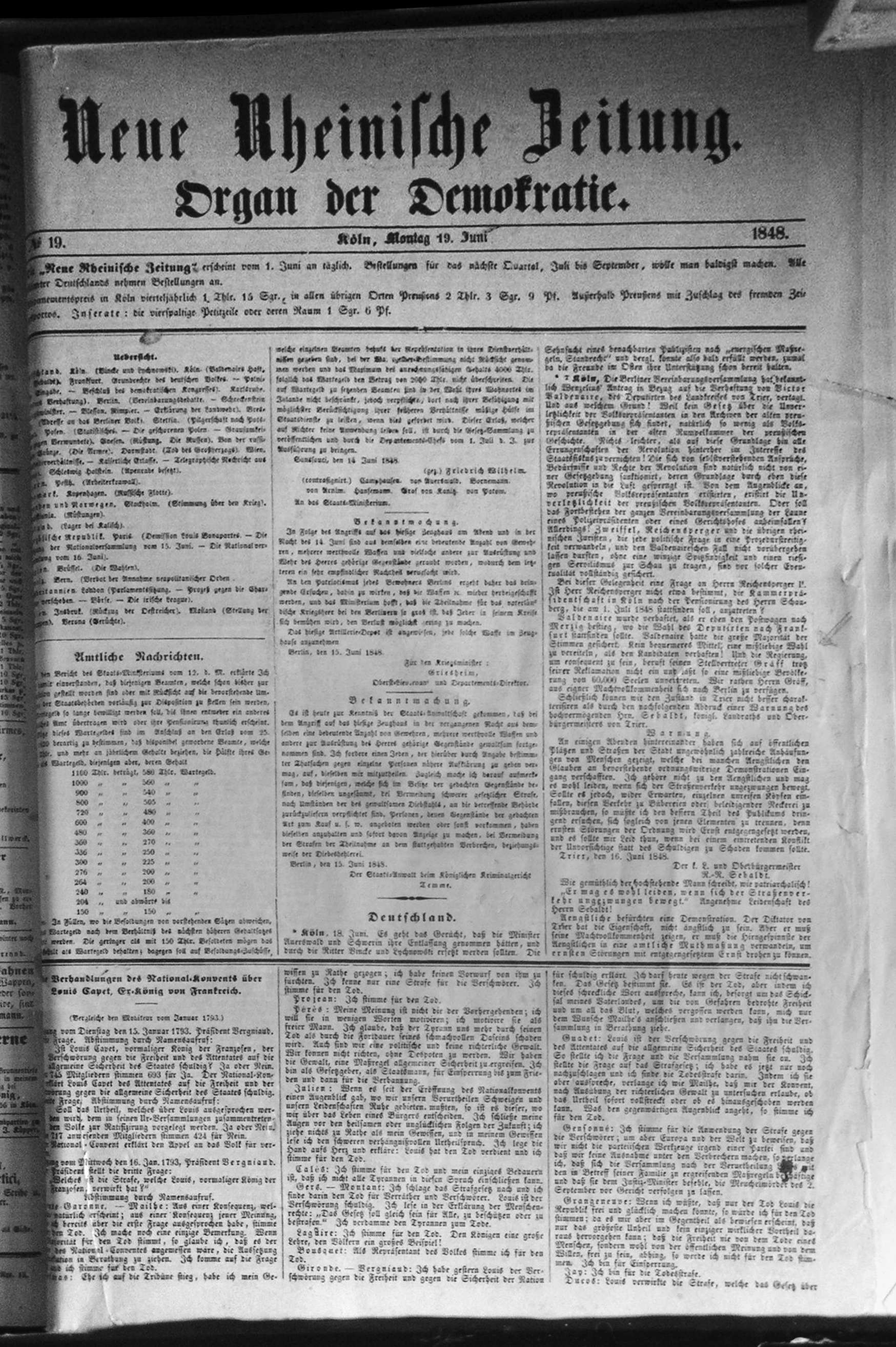
Edición de la Nueva Gaceta Renana del 19 de junio de 1848

### Publicaciones
- 7 de mayo: En Alemania, sale a la venta el primer número en Berlín del Kladderadatsch, un semanario de sátira política que tuvo un gran éxito y se publicó hasta 1944, fundado por Albert Hofmann y David Kalisch. Era un semanario favorable a la unificación alemana y a la libertad de expresión, y hostil al socialismo.[162]
- 1 de junio: En Colonia (Alemania), empieza la publicación de la Nueva Gaceta Renana, editada por Karl Marx, para difundir los principios enunciados en el Manifiesto del Partido Comunista publicado en febrero en Londres. Este diario se publicó hasta mayo de 1849.[163]
- 3 de julio: En Viena empieza la publicación del periódico Die Presse de corte moderado y conservador inicialmente, y actualmente liberal, fundado por el empresario August Zang basándose en modelos parisinos.[164]

## Arte y Literatura

### Pintura y Escultura
- Septiembre: En Londres, fundación de la Hermandad Prerrafaelita por tres jóvenes estudiantes de pintura de la Royal Academy of Arts, William Holman Hunt, John Everett Millais y Dante Gabriel Rossetti, que querían crear una nueva pintura tomando como referencia al arte medieval anterior a Rafael.[165] El Prerrafaelismo fue el arte de la Revolución Industrial inglesa.[166]
- 10 de diciembre: En Alemania, se inaugura de forma provisional el Museo de Bellas Artes de Leipzig (MdbK) en una escuela comunitaria de la ciudad, por iniciativa ciudadana de una Asociación de Arte de Leipzig. El edificio oficial del Museo se inauguró en 1858 en la Augustusplatz.[167]

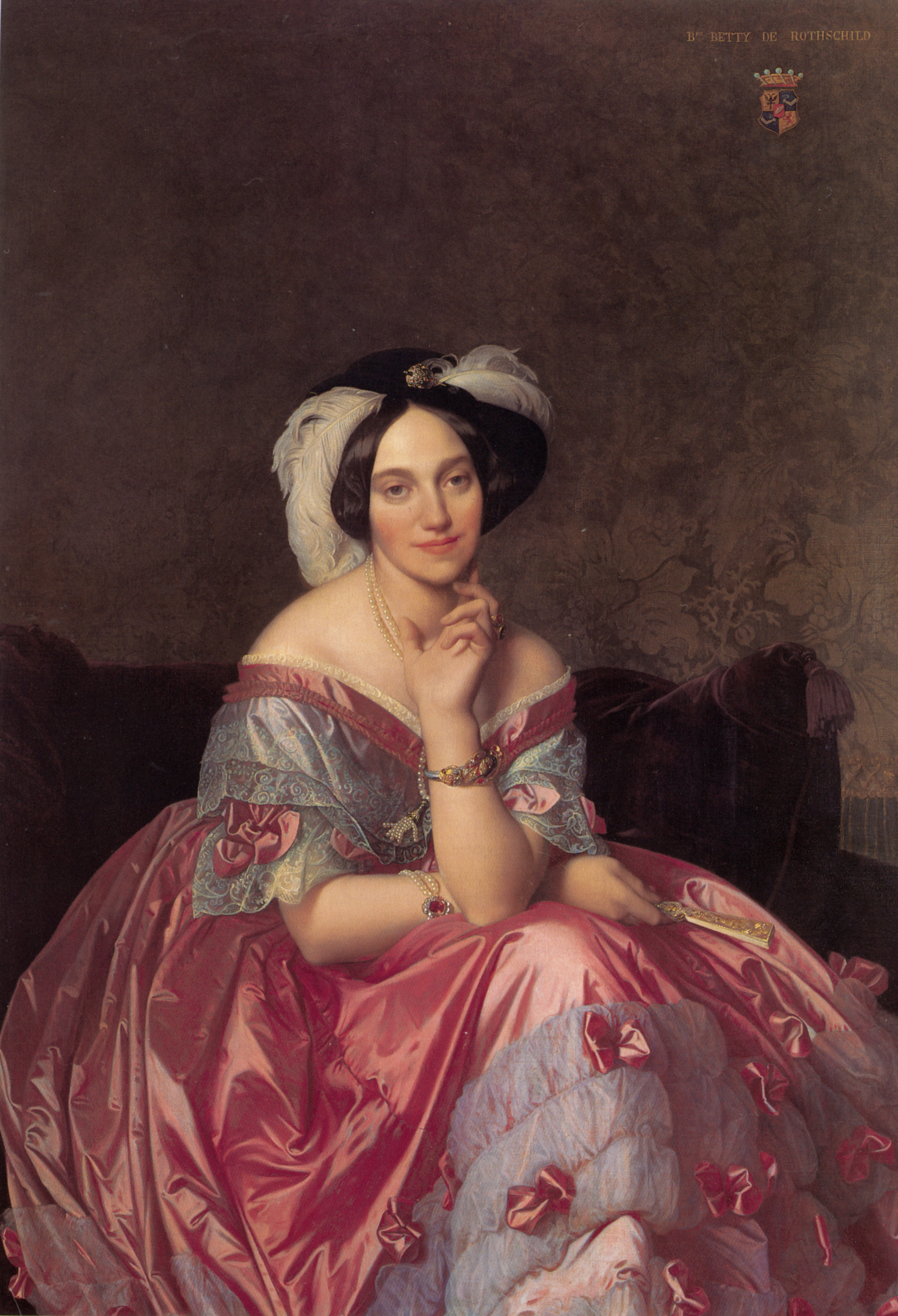
Retrato de la "Baronesa de Rothschild" de J.A.D. Ingres

- El pintor francés Jean-Léon Gérôme termina su pintura al óleo sobre lienzo Anacreonte, Baco y Cupido que presenta en el Salón de París de 1848. Se presenta en estilo neogriego al poeta griego Anacreonte acompañado de los dioses del vino Baco, y del amor Cupido.[168]
- El pintor francés neoclásico Jean-Auguste-Dominique Ingres termina su pintura al óleo sobre lienzo Baronesa de Rothschild, retrato que le habían encargado en 1841, y que muestra una imagen suntuosa y opulenta.[169]
- El pintor francés del realismo Jean-François Millet presenta su pintura al óleo sobre lienzo El aventador en el Salón de París de 1848, que le dio a conocer al público. Con esta obra comenzó a reflejar la sencillez y la dureza de la vida campesina.[170]
- El pintor francés William-Adolphe Bouguereau academicista, presenta en el Salón de París de 1848 su pintura al óleo sobre lienzo Igualdad ante la muerte. Representa  el ángel de la Muerte cubriendo con una mortaja el cuerpo de un joven muerto desnudo.[171]
- Los pintores noruegos Adolph Tidemand y Hans Gude terminan su pintura al óleo sobre lienzo Procesión nupcial en Hardanger, en el que Tidemand pintó los personajes y Gude los paisajes con sus fiordos y montañas. Es una pintura muy popular en Noruega.[172]
- El pintor francés neoclásico Jean-Auguste-Dominique Ingres termina en París su pintura al óleo sobre lienzo Venus Anadiómena que había comenzado en 1808 en Roma. Presenta a Venus que surge suspendida sobre el agua, entre la espuma marina.[173]

### Arquitectura
- 1 de enero: En Francia, entrada en servicio en la rada de Brest del faro del Petit Minou de 26 metros de altura, cuya construcción había comenzado en noviembre de 1839. Desde 1890 está encalado para hacerlo más visible durante el día.[174]
- 9 de agosto: En Inglaterra, se abre al culto la iglesia de San Juan Evangelista de Salford, en el Gran Mánchester, comenzada en 1844, diseñada por el arquitecto Matthew Ellison Hadfield. Pertenece a la Iglesia católica, es de estilo neogótico y recibió el estatus de Catedral en 1852.[175]
- 29 de septiembre: En Canadá, consagración de la Catedral basílica de San Miguel de la arquidiócesis de Toronto, diseñada por el arquitecto William Thomas, y comenzada el 8 de mayo de 1845. Pertenece al culto católico y es de estilo neogótico.[176]

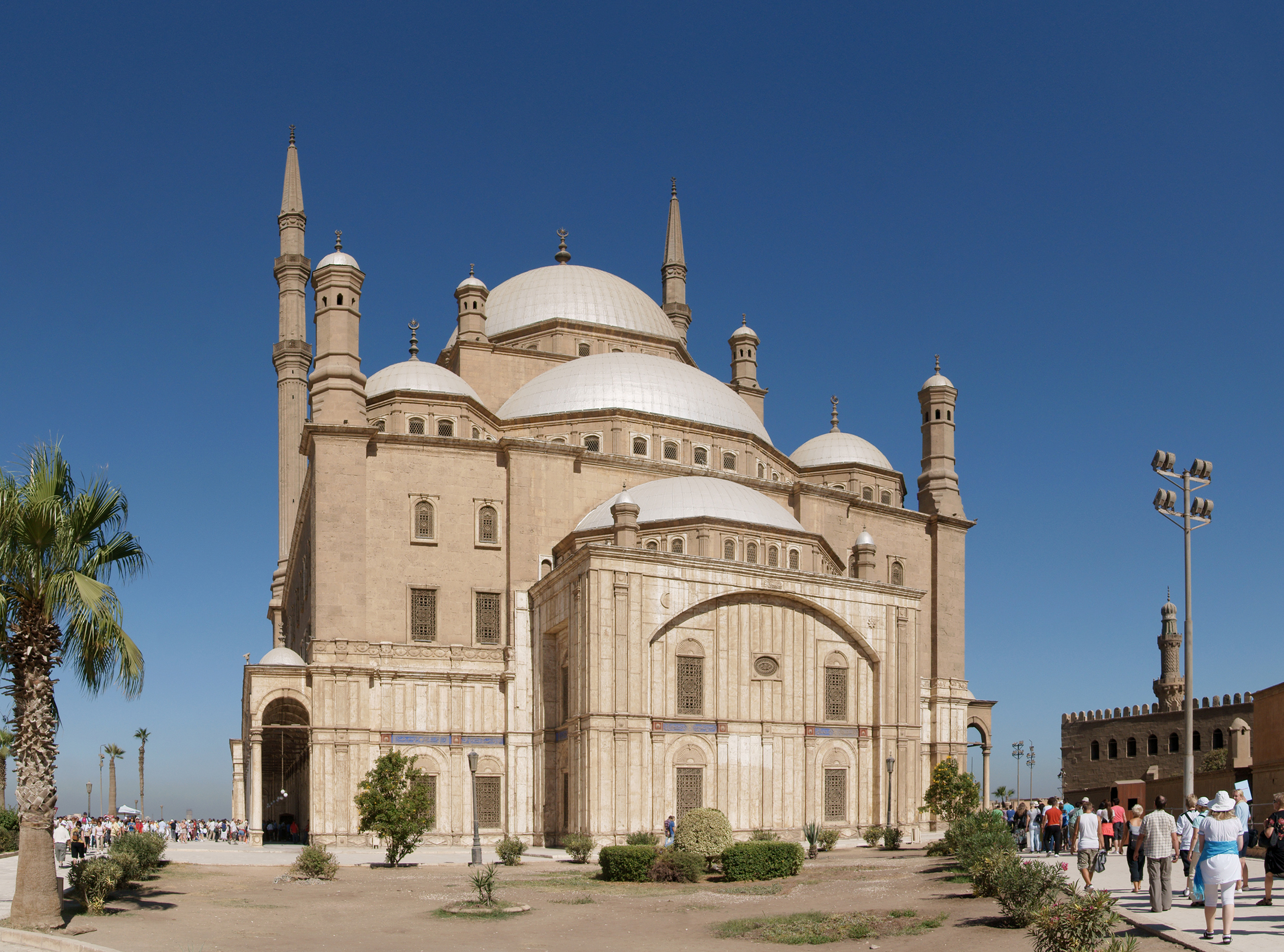
Mezquita de Muhammad Ali en El Cairo

- 4 de octubre: En Canadá, se inaugura oficialmente la Catedral de Santa María en Kingston, Ontario, diseñada por el arquitecto James R. Bowes, y comenzada en 1842. Pertenece a la Iglesia católica y es de estilo neogótico.[177]
- En el noroeste de Baviera, a orillas del río Meno, se termina la construcción del Pompejanum (comenzada en 1840), una réplica de la villa romana de Cástor y Pollux de Pompeya, encargada por el rey Luis I de Baviera, y realizada bajo la dirección del arquitecto de la corte Friedrich von Gärtner.[178]
- En Egipto, terminación de la Mezquita de Muhammad Alí o Mezquita de Alabastro en estilo islámico, del arquitecto Yusuf Bushnak, en la parte alta de la Ciudadela de El Cairo. Su construcción había comenzado en 1830 a petición del gobernador otomano Mehmet Alí.[179]
- En Italia, terminación del Palacio Barbieri en la Plaza Bra de Verona, del arquitecto Giuseppe Barbieri, en estilo neoclásico y cuya construcción había comenzado en 1836. Alberga hoy en día el Ayuntamiento.[180]
- En Portugal, inauguración parcial del Palacio de la Bolsa de Oporto, del arquitecto Joaquim da Costa Lima, en estilo neoclásico, y cuya construcción había comenzado en 1842.[181]

### Literatura
- 3 de febrero: Edgar Allan Poe presenta Eureka, un ensayo filosófico y cosmológico.
- 12 de abril: Publicación en Londres de la novela Dombey e hijo del escritor Charles Dickens, obra que comenzó a escribir en Lausana y terminó en Inglaterra. La obra fue publicada inicialmente en 19 entregas mensuales entre el 1 de octubre de 1846 y el 1 de abril de 1848, con ilustraciones de Hablot Knight Browne, en la revista The Graphic Magazine.[182]
- Junio: Publicación en Londres de la novela epistolar La inquilina de Wildfell Hall en tres volúmenes, de la escritora Anne Brontë bajo el seudónimo de Acton Bell, considerada como una de las primeras novelas feministas. Fue su segunda y última novela.[183]
- Septiembre: Publicación en San Petersburgo, en la revista Anales de la Patria, del relato corto El árbol navideño y la boda del escritor Fiódor Dostoyevski, al inicio de su carrera literaria.[184]
- Publicación en Bruselas por el editor A. Lebègue de la novela La dama de las camelias, del escritor Alexandre Dumas (hijo), inspirada en el romance del propio autor con Marie Duplessis, famosa cortesana de París, que murió en 1847 con 23 años. La obra pertenece al realismo literario.[185]

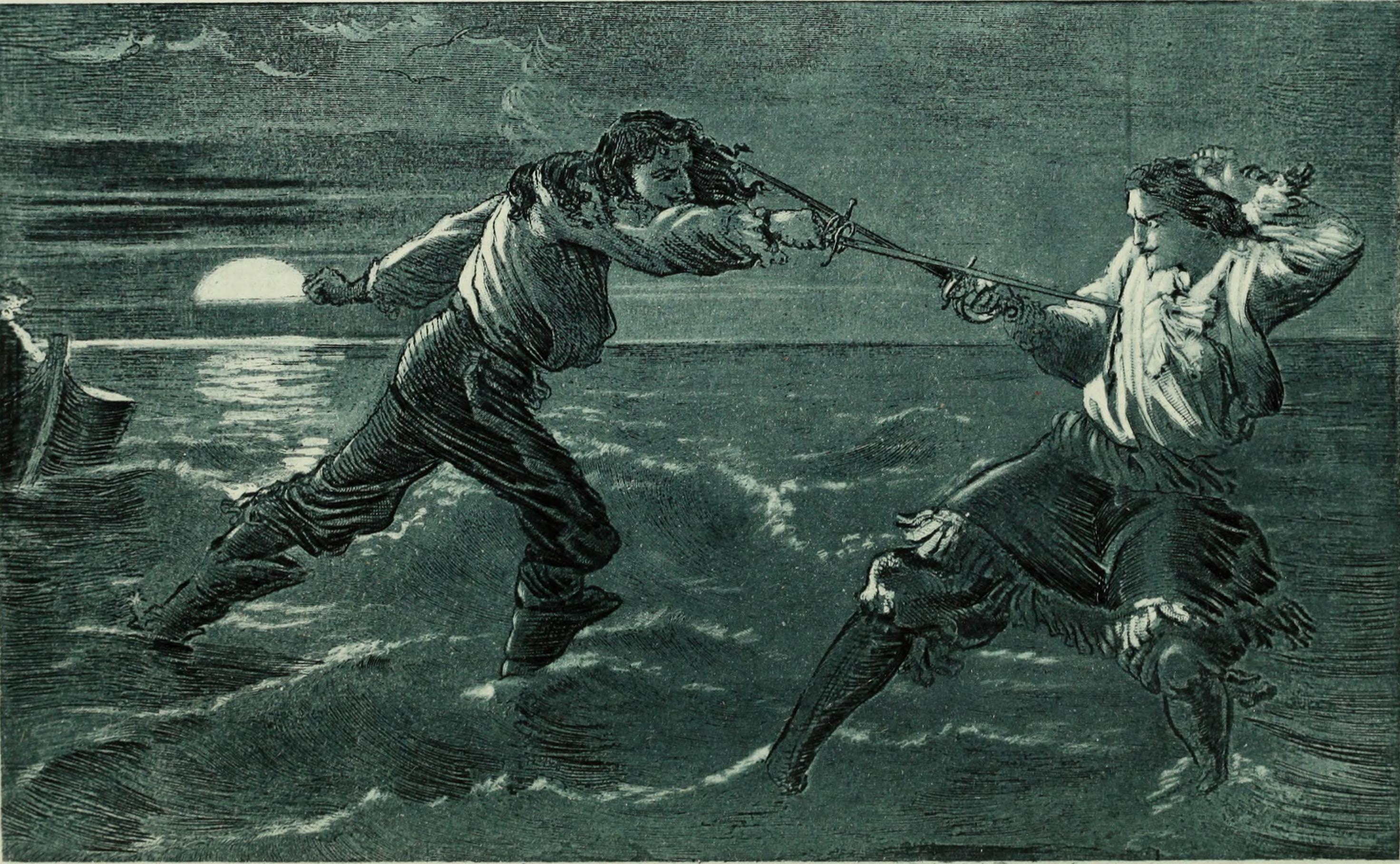
Diez años más tarde, las aventuras del Vizconde de Bragelonne

- Publicación en París por el editor Michel Lévy Frères de la novela El vizconde de Bragelonne del escritor Alejandro Dumas, tercera y última parte de las novelas de D'Artagnan.[186] Esta novela histórica fue publicada en el periódico Le Siècle entre el 20 de octubre de 1847 y el 12 de enero de 1850 en catorce volúmenes.[187]
- Publicación en Londres por Chapman and Hall de la novela social Mary Barton de la escritora Elizabeth Gaskell, su primera novela ambientada en Mánchester sobre la clase obrera victoriana.[188]
- Publicación en San Petersburgo, en la revista Anales de la Patria, de la novela corta Noches blancas del escritor Fiódor Dostoyevski al inicio de su carrera literaria.[189]
- Publicación en San Petersburgo, en la revista Anales de la Patria, del relato corto Un ladrón honesto del escritor Fiódor Dostoyevski al inicio de su carrera literaria.[190]
- Publicación en Londres del libro Principios de Economía Política del filósofo y economista británico John Stuart Mill, que se convirtió en un libro de texto fundamental a mediados del siglo XIX.[191]

### Música
- 12 de febrero: Estreno del ballet Fausto en tres actos y siete escenas en el Teatro de La Scala de Milán, con coreografía y libreto de Jules Perrot y música de Giacomo Panizza, Michael Andrew Costa y Niccolò Bajetti. El ballet está basado en la leyenda clásica alemana "Fausto".[192]

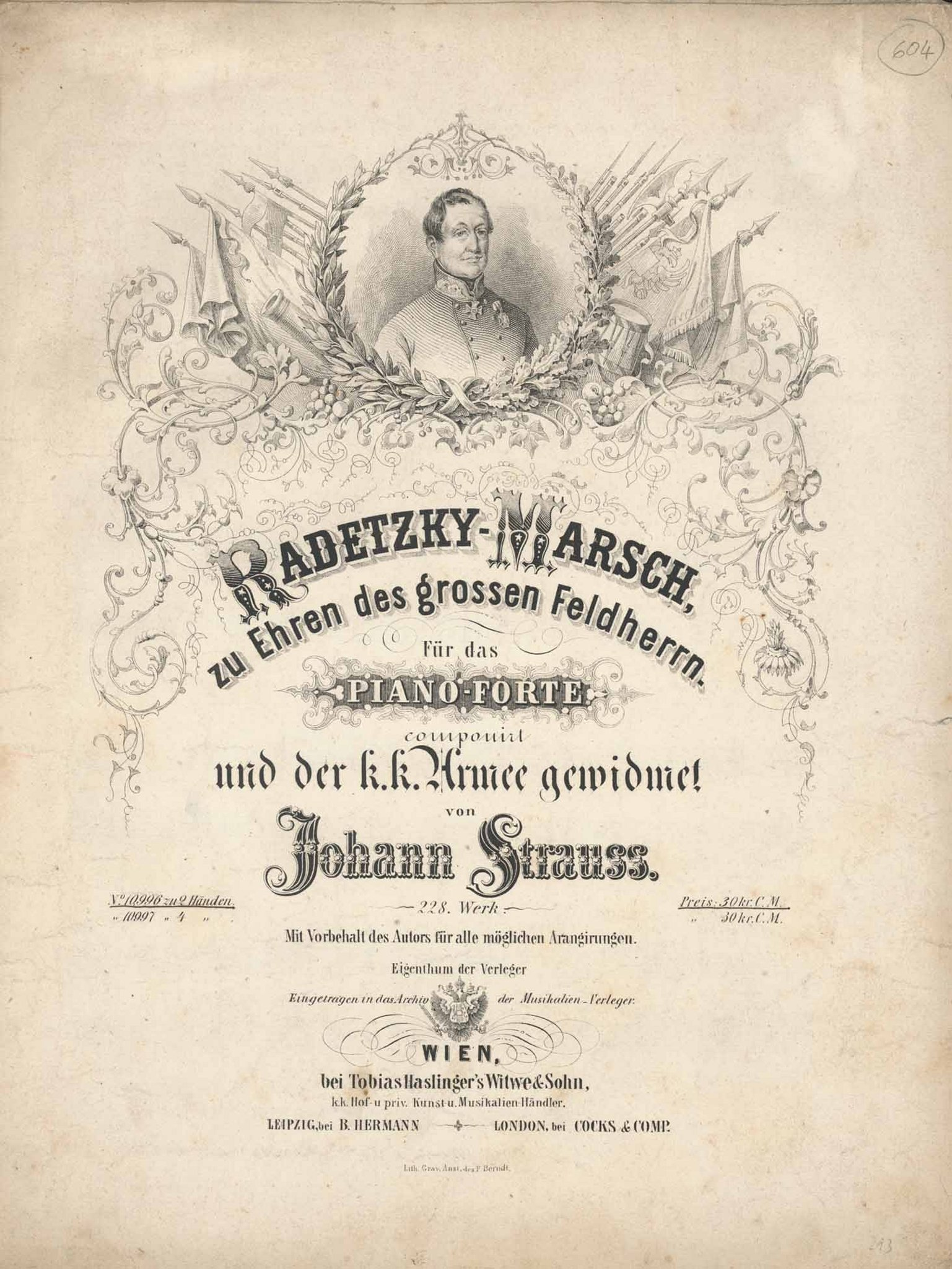
La "Marcha Radetzky" de Johann Strauss (padre)

- 29 de julio: En Rumanía, se canta por primera vez Deșteaptă-te, române! (¡Despiértate, rumano!) con versos de Andrei Mureșanu y música de Anton Pann, en la ciudad de Râmnicu Vâlcea. Fue compuesta durante el período de las Revoluciones de 1848 en los principados rumanos de Moldavia y Valaquia, y se convertirá en el himno nacional rumano en 1990.[193]
- 31 de agosto: En el Imperio austríaco, se ejecuta por primera vez la Marcha Radetzky Opus 228, de Johann Strauss (padre), en el Wasserglacis de Viena. Es una composición orquestal en honor del mariscal de campo Joseph Radetzky que salvó el poderío militar del imperio austríaco en el norte de Italia durante la primera guerra de la independencia italiana en julio de 1848. Se convirtió en una expresión del nacionalismo austríaco.[194]
- 25 de octubre: Estreno de la ópera en tres actos El corsario, del compositor italiano Giuseppe Verdi y libreto de Francesco Maria Piave basado en el poema The corsair de Lord Byron. El estreno tuvo lugar en el Teatro Grande de Trieste. Esta ópera fue mal recibida por el público y los críticos, y rara vez se representa.[195]
- 30 de noviembre: Estreno póstumo de la ópera trágica Poliuto en tres actos, del compositor italiano Gaetano Donizetti, con libreto de Salvatore Cammarano, en el Teatro di San Carlo de Nápoles, basada en la obra Polyeucte de Pierre Corneille.[196]
- En el Imperio ruso, el compositor Mijaíl Glinka compone Kamarinskaya, una danza tradicional rusa, de gran difusión entre las clases populares rusas. Se trata de una fantasía sinfónica. Fue la primera obra orquestal basada completamente en la canción folclórica rusa, y se estrenó el 15 de marzo de 1850.[197]

## Ciencia y tecnología
- 20 de septiembre: En Pensilvania se funda la AAAS o Asociación Estadounidense para el Avance de la Ciencia (es la mayor sociedad científica del mundo actualmente), que tiene su sede actual en Washington D. C. Su objetivo es promover el conocimiento y diálogo científico para permitir la colaboración científica entre sus miembros, y apoyar la divulgación científica.[198]

### Astronomía

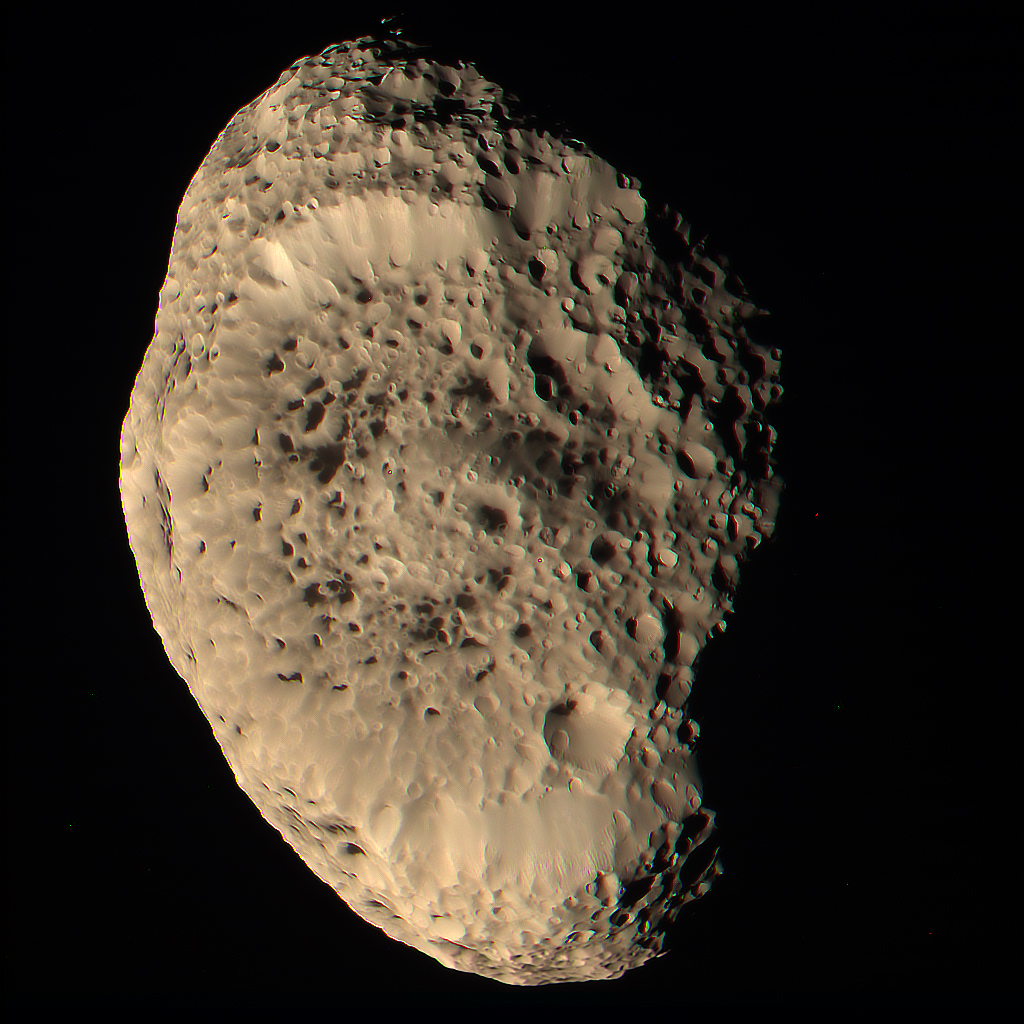
Imagen de Hiperión tomada por la sonda Cassini el 26 de septiembre de 2005

- 16 de septiembre: El satélite Hiperión del planeta Saturno es descubierto por los astrónomos estadounidenses William C. Bond y su hijo George P. Bond, e independientemente por el astrónomo británico William Lassell dos días más tarde. Tiene una forma irregular y esponjosa, con un diámetro de unos 300 km, una densidad baja y una masa inferior 1000 veces a la de la Luna, así como una rotación caótica. Se encuentra a 1,5 millones de km del planeta, y tarda 21 días en dar una vuelta alrededor de él.[199]
- 22 de diciembre: En Inglaterra, el físico irlandés George Johnstone Stoney, ayudante del astrónomo William Parsons, descubre la galaxia espiral NGC 258 en la constelación de Andrómeda, con el telescopio Leviatán de Parsonstown.[200]
- En Francia, el astrónomo francés Édouard Roche que estudiaba el efecto que ejercía la gravedad de los planetas sobre sus satélites, define lo que se conocerá como Límite de Roche. Si una materia se sitúa a menos de 2,44 veces el radio del planeta no se podrá aglutinar en un cuerpo sólido, y si ya lo era, se disgregaría llegando a romperse.[201]
- En Zúrich, el astrónomo suizo Rudolf Wolf introduce un método de registro de la actividad solar a partir del recuento del número de manchas solares visibles y su tamaño, conocido como número de Wolf (o International sunspot number, o Número de Zúrich). Los registros de estas manchas solares desde los tiempos de Galileo, permitieron establecer un ciclo de actividad solar de 10,5 años, descubierto por Heinrich Schwabe en 1843.[202]

### Física
- 7 de marzo: En Irlanda, el físico y sacerdote católico Nicholas Callan hace la demostración de una potente batería en St Patrick's Pontifical University de Maynooth donde era profesor. En agosto publicó en el Philisophical Magazine un artículo titulado On the construction and power of a new form of galvanic battery que describe su invención.[203]
- Octubre: En el Reino Unido, el físico William Thompson, ennoblecido más tarde como Lord Kelvin, publicó en Philosophical Magazine el artículo Sobre una escala termométrica absoluta,[204] proponiendo una escala absoluta sobre la base del grado Celsius, basada en el punto de fusión del agua a 0 grados, y el punto de ebullición a 100 grados, fijando el cero absoluto a −273 °C. Esto se llamará la escala de temperatura Kelvin.[205]

### Medicina
- 8 de febrero: En Londres, el médico inglés Alfred Baring Garrod presenta sus hallazgos en una conferencia demostrando un incremento del ácido úrico en los pacientes con gota que no se observa en los casos de reumatismo agudo o de la enfermedad de Bright.[206]

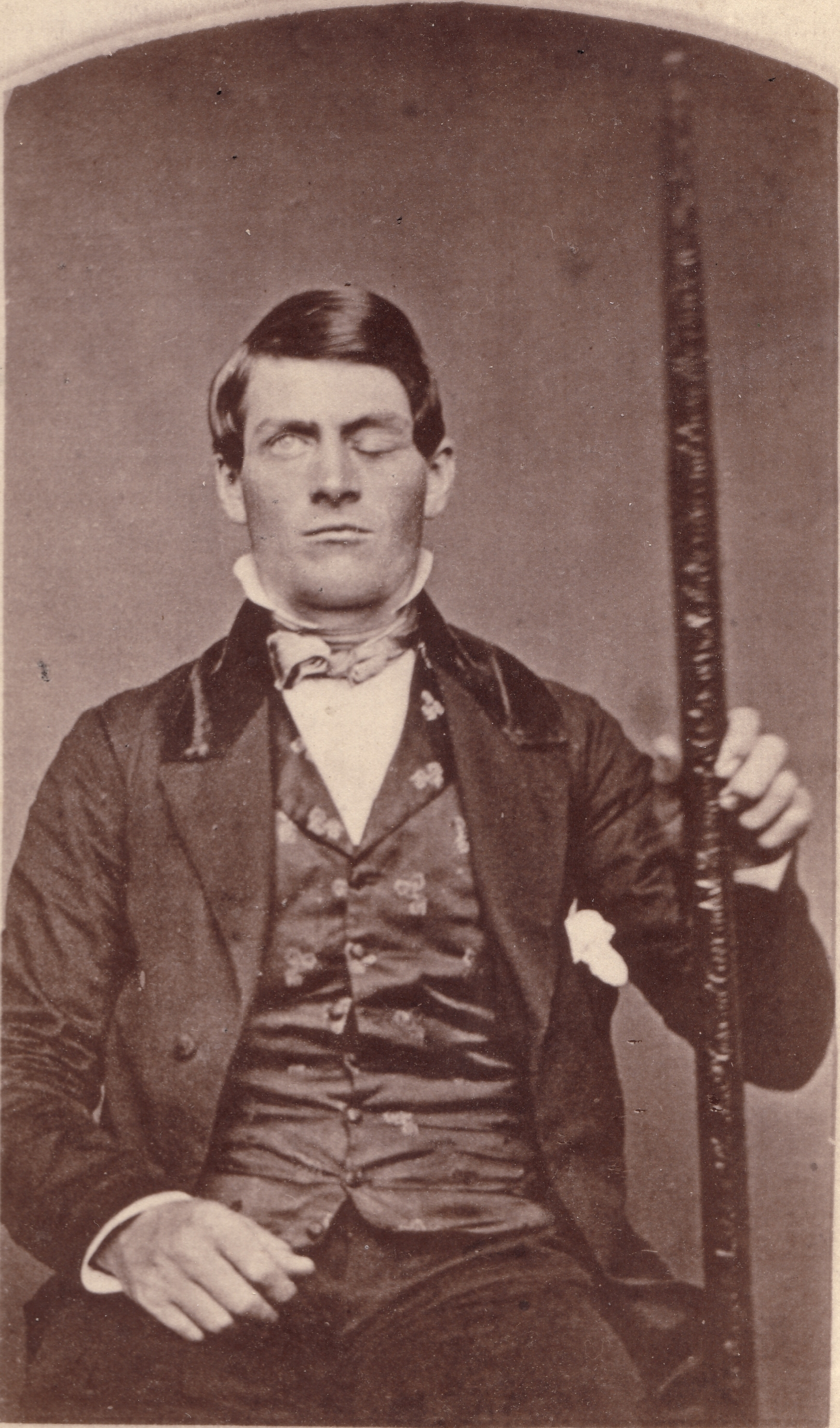
Retrato de Phineas Gage con la barra de hierro que atravesó su cerebro.

- 15 de agosto: En Estados Unidos, el dentista Waldo Hanchett de Siracusa en el estado de Nueva York, obtiene la patente para un sillón dental con elevación e inclinación ajustables del asiento y el respaldo.[207]
- 13 de septiembre: en el estado de Vermont (Estados Unidos), un trabajador de ferrocarril llamado Phineas Gage (25) sufre un accidente en el que una barra de hierro le atravesó completamente la cabeza, destruyendo gran parte del lóbulo frontal izquierdo de su cerebro. Sobrevivió doce años, pero mostró cambios notorios de personalidad y temperamento, lo que supuso una prueba de la influencia de los lóbulos frontales en las emociones, la personalidad y las funciones ejecutivas. Este caso se convirtió en un clásico de la neurología y la neuropsicología.[208]
- 25 de septiembre: En Londres (Reino Unido), el cirujano Henry Hancock presenta a la Real Sociedad de Medicina un caso de apendicitis aguda en embarazo, en la que realizó una incisión sobre una zona dura y profunda, que permitió drenar una gran cantidad de pus y lograr su recuperación posterior. Fue el primer cirujano el emplear el bisturí en una apendicitis, pero sin quitar el apéndice.[209]
- Noviembre: Mientras el cólera se extendía en varios países europeos en este año, en Estados Unidos un barco con inmigrantes franceses y alemanes llega a Nueva York con algunos enfermos de cólera. Estos fueron enviados a hospitales, pero la enfermedad se extendió por Staten Island, y la epidemia llegó a Manhattan en mayo de 1849, llegando a causar unos 5000 muertos.[210]

### Química
- 22 de mayo: En Francia, el científico francés Louis Pasteur presenta una nota a la Academia de Ciencias de Francia en París, donde enuncia el descubrimiento de la disimetría molecular, término que evolucionará en 1894 a Quiralidad, introducido por Lord Kelvin. Pasteur resolvió el misterio de los isómeros ópticos del ácido tartárico, que parecía existir en dos formas de idéntica composición química, pero con propiedades diferentes dependiendo de su origen. Estos estudios se prolongaron hasta 1856.[211]
- El químico inglés Edward Frankland trabajando en la Universidad de Marburgo en Alemania, informa por primera vez sobre el compuesto dietilzinc, sintetizado a partir de zinc y yoduro de etilo, siendo el primer compuesto de organozinc descubierto, que se revelará como un reactivo importante en química orgánica.[212]

### Tecnología
- 30 de mayo: En Estados Unidos, William G. Young, de Baltimore, patentó un congelador con manivela que permitía la fabricación de helados, una técnica que sobrevive hasta hoy en día.[213]

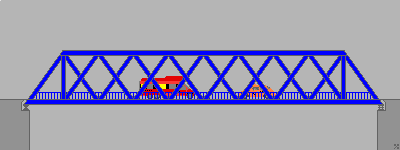
Esquema de una viga Warren: algunas de las diagonales trabajan a compresión y las otras a tracción

- 15 de agosto: En Inglaterra, los ingenieros ingleses James Warren y Willoughby T. Monzoni obtienen la patente por la Viga Warren, viga de celosía utilizada en la construcción de puentes.[214]
- En Francia, el ingeniero francés Joseph-Louis Lambot realiza una barca de carcasa metálica recubierto por un hormigón de cal hidráulica (el llamado hormigón armado), de 4 m de largo y 1,30 m de ancho, que ensayará en el lago de Besse-sur-Issole, y que patentará en 1855.[215]
- En Estados Unidos, el ingeniero mecánico e inventor Linus Yale Sr, inventa una cerradura de tambor de pines para evitar que el cerrojo se abra sin la llave correcta (principio que se puede datar hace 4 000 años con los egipcios). El diseño fue modificado y patentado por su hijo en 1861.[216]
- Se crea el primer teclado con el sistema qwerty.

### Zoología
- Peale describe por primera vez el delfín de Peale (Lagenorhynchus australis).
- Peale describe por primera vez el delfín sin aleta septentrional (Lissodelphis borealis).

### Premios científicos
- La Royal Geographical Society de Londres entrega sus medallas de oro al británico Sir James Brooke por su expedición a Borneo, y al capitán estadounidense Charles Wilkes por su viaje por las regiones antárticas.[217]
- La Real Sociedad de Londres entrega la medalla Copley al mejor trabajo científico del año al matemático y astrónomo británico John Couch Adams por sus observaciones astronómicas sobre las perturbaciones de Urano.[218]
- La Sociedad Geológica de Londres entrega la medalla Wollaston al geólogo y paleontólogo inglés William Buckland por sus trabajos en paleontología y por ser el primero en describir completamente a un dinosaurio.[219]
- La Real Sociedad Astronómica de Londres decide no entregar su premio este año por la controversia sobre no haber galardonado conjuntamente a Urbain Le Verrier y John Couch Adams por el descubrimiento en 1846 del planeta Neptuno, y fue reemplazado por doce medallas testimoniales a varias personas, incluyendo a Le Verrier y Adams.[220]

## Nacimientos

### Enero
- 4 de enero: Katsura Tarō, general del Ejército Imperial Japonés, y Primer ministro de Japón (f. 1913).
- 8 de enero: Stepán Makárov, militar y oceanógrafo ruso (f. 1904).
- 10 de enero: Gonzalo Guardiola, escritor hondureño. (f. 1903).
- 13 de enero: Franz von Soxhlet, químico alemán especializado en los alimentos, inventor del extractor Soxhlet usado para pasteurizar la leche (f. 1926).
- 19 de enero: 
  - Minor Keith, empresario estadounidense del ferrocarril y plantaciones de banano, cuyas actividades fueron una de las causas de las guerras bananeras (f. 1929).
  - Matthew Webb, nadador y especialista de cine inglés, el primer hombre en atravesar a nado el Canal de la Mancha en 1875 (f. 1883).
- 20 de enero: Raimundo Fernández Villaverde, político español, ministro de Gobernación, de Gracia y Justicia, de Hacienda, de Ultramar y presidente del Consejo de Ministros (f. 1905).
- 22 de enero: Eliodoro Villazón, abogado y político boliviano, ministro de Relaciones Exteriores, Vicepresidente y Presidente de Bolivia (f. 1939).
- 24 de enero: Vasili Súrikov, pintor realista ruso, autor de La boyarda Morózova y La mañana de la ejecución de los streltsí (f. 1916).
- 26 de enero: Justo Sierra Méndez, escritor, abogado y político mexicano, ministro de Justicia y Secretario de Instrucción Pública y Bellas Artes (f. 1912).
- 27 de enero: Tōgō Heihachirō, kōshaku (marqués) y Gensui en la Armada Imperial Japonesa, tutor de Hirohito y héroe nacional del Japón (f. 1934).

### Febrero
- 1 de febrero: Alphonse-Amédée Cordonnier, escultor neobarroco francés, ganador del Premio de Roma en 1877 (f. 1930).

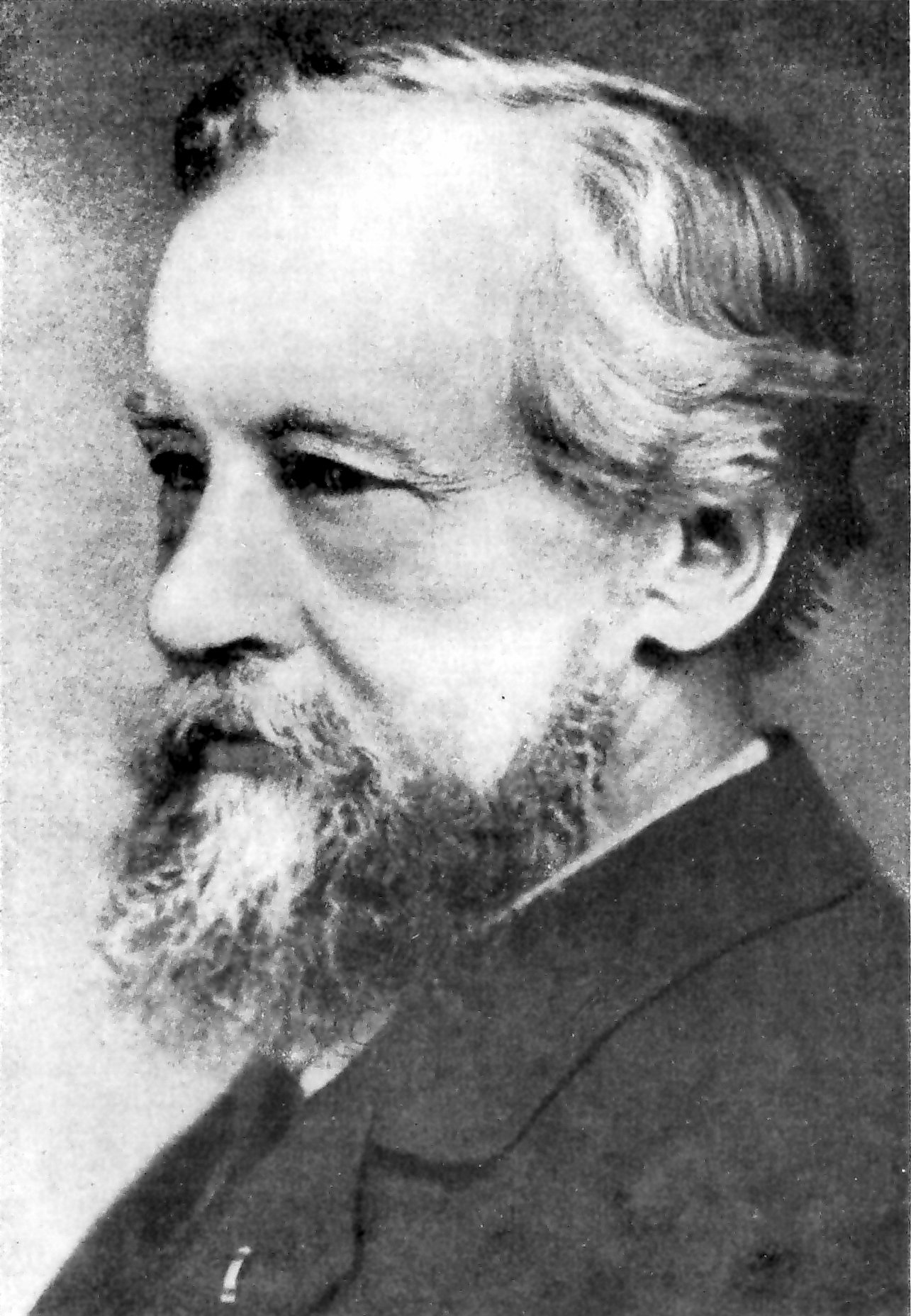
El botánico neerlandés Hugo de Vries.

- 3 de febrero: Jørgen Løvland, educador y político noruego, ministro del Trabajo, de Educación, de Relaciones Exteriores y Primer ministro de Noruega (f. 1922).
- 5 de febrero: Ignacio Carrera Pinto, militar chileno (f. 1882).
- 10 de febrero: Anna Boch, pintora belga del grupo de Los XX, de estilo puntillista y neoimpresionista (f. 1936).
- 16 de febrero: Hugo de Vries, botánico y genetista neerlandés, redescubridor a las leyes de Mendel y autor de la teoría del mutacionismo (f. 1935).
- 18 de febrero: Louis Comfort Tiffany, artista y diseñador industrial estadounidense asociado al Art Nouveau, conocido por el vidrio Tiffany (f. 1933).
- 19 de febrero: Bruno Piglhein, escultor y pintor alemán de la Escuela de Múnich, cofundador de la Secesión de Múnich (f. 1894).
- 21 de febrero: Henri Duparc, compositor francés (f. 1933).
- 24 de febrero: Grant Allen, escritor científico canadiense, defensor de la teoría de la evolución y del darwinismo (f. 1899).
- 25 de febrero: Guillermo II de Wurtemberg, cuarto rey de Wurtemberg de 1891 a 1918 (f. 1921).
- 27 de febrero: Sir Charles Hubert Hastings Parry, compositor británico.

### Marzo
- 1 de marzo: Augustus Saint-Gaudens, escultor irlandés y estadounidense de la generación Beaux Arts, que representó los ideales del renacimiento estadounidense (f. 1907).

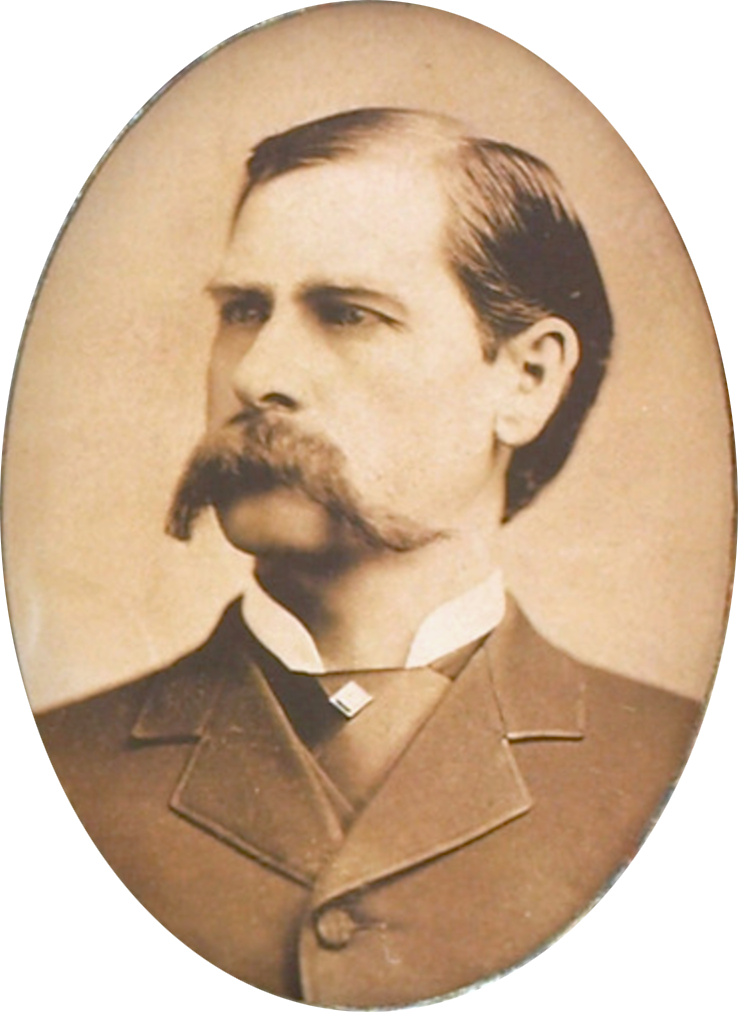
Wyatt Earp hacia los 30 años.

- 3 de marzo: Gustav Fischer, médico y naturalista alemán, explorador del sultanato de Zanzíbar, Witulandia y las tierras de los masái (f. 1886).
- 8 de marzo: Arturo Ubico, abogado y político guatemalteco, ministro de Instrucción Pública y presidente de la Asamblea Nacional Legislativa (f. 1927).
- 10 de marzo: Kate Sheppard, activista neozelandesa por el sufragio femenino, clave en conseguir que Nueva Zelanda fuese el primer país del mundo en reconocer el derecho del voto a las mujeres (f. 1934).
- 19 de marzo: Wyatt Earp, pistolero y marshal (alguacil) en el oeste de Estados Unidos, conocido por el tiroteo en el O.K. Corral en Tombstone (Arizona) (f. 1929).
- 29 de marzo: Alekséi Kuropatkin, general ruso, ministro de la guerra y miembro del Consejo de Estado del Imperio ruso (f. 1925).
- 30 de marzo: Carlos de Borbón y Austria-Este, pretendiente al trono de España del carlismo y al trono de Francia (f. 1909).
- 31 de marzo: Diederik Korteweg, matemático y físico neerlandés, coautor de la ecuación de Korteweg-de Vries (f. 1941).

### Abril
- 3 de abril: Arturo Prat Chacón, héroe naval chileno (f. 1879).
- 6 de abril: Carlos María Ramírez, periodista, escritor y político uruguayo, ministro de Hacienda (f. 1898).
- 7 de abril: Randall Davidson, Arzobispo de Canterbury y líder espiritual de la Comunión anglicana (f. 1930).
- 9 de abril: 
  - Ezequiel Moreno Díaz, sacerdote agustino recoleto español, obispo de Pasto y canonizado en 1992 (f. 1906).
  - Carmen Sallés, religiosa española fundadora de las Concepcionistas Misioneras de la Enseñanza, canonizada en 2012 (f. 1911).
- 10 de abril: Hubertine Auclert, periodista y primera sufragista en Francia, la primera en utilizar el término feminismo con el sentido actual (f. 1914).
- 16 de abril: Karel Zahradnik, matemático checo que estudió las curvas conocidas como cisoides de Zahradnik (f. 1916).
- 27 de abril: Otón I de Baviera, rey de Baviera de 1886 a 1913, a pesar de su incapacidad mental (f. 1916).
- 28 de abril: Madhusudan Das, abogado, escritor y político oriya, y patriota del movimiento de independencia de la India (f. 1934).
- 29 de abril: Raja Ravi Varma, pintor indio del principado de Travancore conocido por sus escenas del Majábharata y el Ramayana, y por sus pinturas de mujeres de estética kitsch (f. 1906).

### Mayo
- 3 de mayo: Otto Buetschli, biólogo alemán, especializado en la biología del desarrollo de invertebrados e insectos (f. 1920).
- 11 de mayo: Wilhelm Windelband, filósofo idealista alemán, fundador de la Escuela de Baden del neokantismo (f. 1915).
- 12 de mayo: Joris-Karl Huysmans, escritor francés (f. 1907).
- 14 de mayo: José Segundo Decoud, político paraguayo, presidente de la Corte Suprema de Justicia de Paraguay, Ministro de Hacienda, de Relaciones Exteriores y de Justicia, Culto e Instrucción Pública (f. 1909).
- 15 de mayo: 
  - Víktor Vasnetsov, pintor ruso de temas mitológicos e históricos, figura clave del romanticismo y del estilo neorruso (f. 1926).
  - Carl Wernicke, neurólogo y psiquiatra alemán, descubridor de la afasia de Wernicke y de la encefalopatía de Wernicke (f. 1905).
- 19 de mayo: George John Romanes, naturalista y psicólogo canadiense, fundador de la psicología comparada (f. 1894).
- 25 de mayo: Francisco Javier González de Castejón, abogado y político español, ministro de Gracia y Justicia, de Agricultura, Industria, Comercio y Obras Públicas, y de Gobernación (f. 1919).
- 28 de mayo: María Bernarda Bütler, religiosa suiza, fundadora de las Franciscanas Misioneras de María Auxiliadora, y canonizada en 2008 (f. 1924).

### Junio
- 5 de junio: Julius Karl Scriba, cirujano y naturalista alemán, asesor extranjero en la era Meiji y contribuidor al desarrollo de la medicina occidental en Japón (f. 1905).

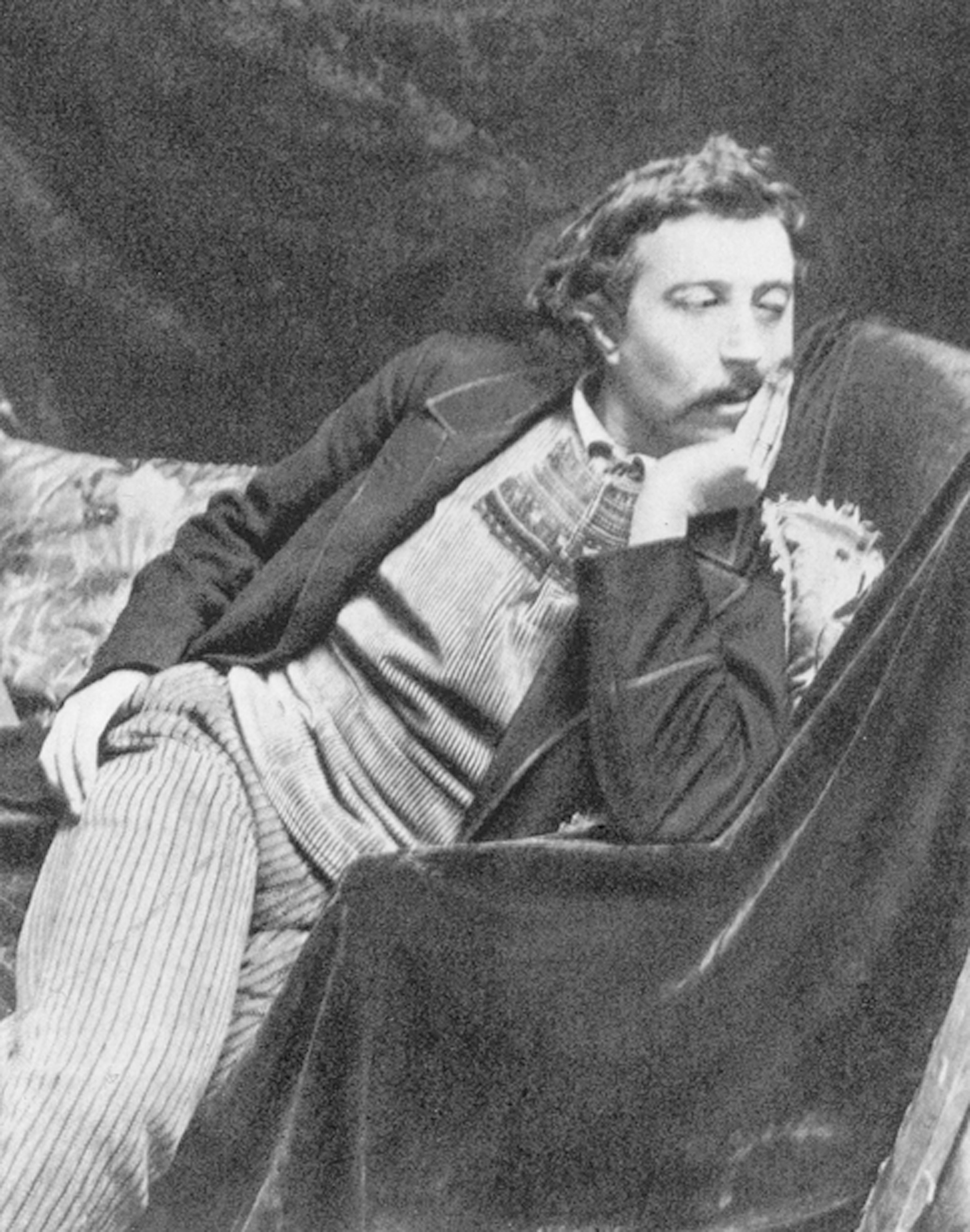
Paul Gauguin hacia 1891

- 7 de junio: Paul Gauguin, pintor post-impresionista francés, del simbolismo y el cloisonismo, y de la Escuela de Pont-Aven (f. 1903).
- 12 de junio: Laurent Marqueste, escultor francés, ganador del Premio de Roma en 1871 (f. 1920).
- 14 de junio: 
  - Antonio Maceo, militar cubano.
  - Paul Tornow, arquitecto alemán de estilo neogótico guillermino, encargado de la reforma de la Catedral de Metz (f. 1921).
- 16 de junio: Francisco María de la Cruz Jordan, sacerdote católico alemán y fundador de la Sociedad del Divino Salvador (f. 1918).
- 22 de junio: William Macewen, cirujano escocés, pionero en neurocirugía y contribuidor en el tratamiento del injerto óseo, hernia y neumonectomía (f. 1924).
- 25 de junio: Guillermo Seoane, diplomático jurista y político peruano, Ministro de Justicia, Instrucción, Culto y Beneficencia del Perú (f. 1924).
- 28 de junio: León Guruciaga, maestro, periodista y escritor argentino de origen vasco (f. 1919).

### Julio
- 1 de julio: Heinrich Hübschmann, filólogo alemán que demostró que el idioma armenio era indoeuropeo y no provenía del iranio (f. 1908).
- 3 de julio: Lothar von Trotha, comandante alemán en el África del Sudoeste alemana, responsable del genocidio de los pueblos herero y namaqua (f. 1920).
- 7 de julio: Francisco de Paula Rodrigues Alves, político brasileño, Presidente de Brasil (f. 1919).
- 9 de julio: Roberto I de Parma, Infante de España y último duque de Parma (f. 1907).
- 12 de julio: Emilie Cady, médica y escritora estadounidense, autora de los escritos espirituales del Nuevo Pensamiento y de la enseñanza de la Iglesia Unity (f. 1941).
- 14 de julio: Ramón Rosa, abogado, periodista, político y escritor hondureño, ideólogo de la Reforma liberal en Guatemala y en Honduras, ministro de Educación y ministro General de Honduras (f. 1893).
- 15 de julio: 
  - Vilfredo Pareto, economista y sociólogo italiano (f. 1923).
  - Enrique Salvador Sanfuentes, abogado y político chileno, ministro de Hacienda, de Industria y Obras Públicas, y del Interior de Chile (f. 1939).
- 18 de julio: Partab Singh, maharajá de Janmu y Cachemira de 1885 a 1925 (f. 1925).

Retrato de Arthur James Balfour, 1st Earl of Balfour (1848–1930)

- 19 de julio: Justin Germain Casimir de Selves, abogado, militar y político francés, ministro de Asuntos Exteriores, del Interior, y presidente del Senado francés (f. 1934).
- 20 de julio: 
  - Horace Tabberer Brown, químico británico, experto en la química de carbohidratos y ganador de la medalla Copley (f. 1925).
  - Viktor Sajarov, teniente general ruso, miembro del Consejo de Estado del Imperio ruso, y Ministro de Guerra (f. 1905).
- 21 de julio: Luis Gilabert Ponce, escultor español (f. 1930).
- 24 de julio: Francisco Pradilla, pintor español, director de la Real Academia de España en Roma, y del Museo del Prado (f. 1921).
- 25 de julio: Arthur Balfour, estadista británico, Primer ministro del Reino Unido, y autor de la Declaración Balfour sobre el pueblo judío y Palestina (f. 1930).
- 27 de julio: 
  - Friedrich Ernst Dorn, físico alemán que descubrió que la sustancia radiactiva radón era emitida por el radio (f. 1916).
  - Loránd Eötvös, científico y político húngaro, ministro de Instrucción Pública y conocido por el Experimento de Eötvös, la Regla, el Efecto y el Número de Eötvös (f. 1919).
  - Borís Shtiúrmer, cortesano ruso seguidor de Rasputín, ministro del Interior y primer ministro del Imperio ruso (f. 1917).

### Agosto
- 4 de agosto: Domingo Almenara Butler, magistrado y político peruano, presidente del Consejo de Ministros, y Ministro de Hacienda y Comercio (f. 1931).
- 10 de agosto: William Harnett, pintor estadounidense (f. 1892).
- 13 de agosto: Romesh Chunder Dutt, funcionario indio, historiador económico, escritor y traductor del Ramayana y el Mahabharata (f. 1909).
- 16 de agosto: Vladímir Sujomlínov, general ruso, miembro del Consejo de Estado del Imperio ruso, y ministro de Defensa (f. 1926).
- 19 de agosto: Gustave Caillebotte, pintor francés de influencia impresionista, coleccionista y mecenas (f. 1894).

### Septiembre
- 2 de septiembre: Felipe Yofre, abogado y político argentino, Ministro del Interior, y de Relaciones Exteriores y Culto de Argentina (f. 1939).
- 3 de septiembre: Ada Bittenbender, abogada y activista feminista, una de las primeras mujeres en ejercer ante la Corte Suprema de los Estados Unidos (f. 1925).
- 8 de septiembre: Viktor Meyer, químico alemán, inventor del aparato Victor Meyer para determinar la densidad de los gases (f. 1897).
- 14 de septiembre: Filippo Camassei, obispo italiano, patriarca latino de Jerusalén y cardenal (f. 1921).
- 17 de septiembre: Torcuato Gilbert, abogado y político argentino, presidente de la Cámara de Diputados de la Nación Argentina (f. 1906).
- 19 de septiembre: Gunnar Knudsen, ingeniero y político noruego, Primer ministro de Noruega (f. 1928).
- 22 de septiembre: Jules-Félix Coutan, escultor francés del Art Nouveau, ganador del Premio de Roma en 1872 (f. 1939).

### Octubre
- 5 de octubre: Guido von List, escritor y empresario austríaco, fundador del movimiento völkisch, teórico de la ariosofía, del neopaganismo germano y la magia rúnica (f. 1919).

- 8 de octubre: 

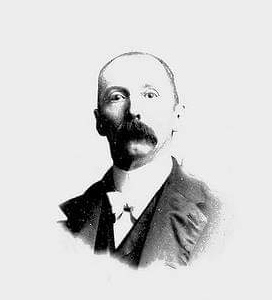
Jorge Holguin, Presidente de Colombia en 1909 y de 1921 a 1922.

  - Pierre Degeyter, político socialista y compositor belga, autor de la música del himno proletario La Internacional (f. 1932).
  - Marcos Antonio Morínigo, político paraguayo, Vicepresidente y Presidente de Paraguay (f. 1901).
- 9 de octubre: Caroline Alice Elgar, novelista y poetisa británica (f. 1920).
- 10 de octubre: José Vilaseca y Casanovas, arquitecto español del pre-modernismo, autor del Arco de Triunfo de Barcelona (f. 1910).
- 12 de octubre: Alexandrino de Alencar, almirante y político brasileño, senador y Ministro de Marina (f. 1926).
- 22 de octubre: Arsenio Linares y Pombo, militar y funcionario español, ministro de la Guerra (f. 1914).
- 24 de octubre:  Johannes Conrad Schauer, botánico alemán, experto en espermatofitas y en mirtáceos de Australia Occidental (n. 1813).
- 30 de octubre: Jorge Holguín, estadista y militar colombiano, ministro del Tesoro y Crédito Nacional, de Hacienda, de Guerra, de Relaciones Exteriores, y Presidente de Colombia (f. 1928).

### Noviembre
- 7 de noviembre: Braxton Comer, político estadounidense, gobernador de Alabama y senador de Estados Unidos (f. 1927).
- 8 de noviembre: Gottlob Frege, matemático, lógico y filósofo alemán, padre de la lógica matemática y de la filosofía analítica (f. 1925).
- 10 de noviembre: José Velarde Yusti poeta español.
- 11 de noviembre: Hans Delbrück, historiador alemán (f. 1929).
- 12 de noviembre: Li Lianying, eunuco imperial chino, eunuco jefe del palacio de la emperatriz viuda Cixí (f. 1911).
- 13 de noviembre: 
  - Alberto I de Mónaco, príncipe soberano de Mónaco de 1889 a 1922 (f. 1922).
  - João Cezimbra Jacques, folclorista, escritor y militar brasileño (f. 1922).
- 14 de noviembre: Sándor Wekerle, jurista y político húngaro, ministro de Hacienda y Primer ministro de Hungría tres veces (f. 1921).
- 16 de noviembre: 
  - Carl Folom, matemático alemán.
  - Rafael Sotomayor Gaete, abogado y político radical chileno, ministro de Hacienda, de Relaciones Exteriores, Culto y Colonización, y del Interior (f. 1918).
- 21 de noviembre: Ignacio Dionisio Efrén II Rahmani, religioso de la Iglesia católica siria, Patriarca de Antioquía (f. 1929).
- 24 de noviembre: Lilli Lehmann, cantante de ópera alemana, que evolucionó de soprano de coloratura a la más famosa soprano wagneriana de su época (f. 1929).
- 25 de noviembre: William Frederick Denning, astrónomo aficionado británico, descubridor del cometa periódico 72P/Denning-Fujikawa y de la estrella Nova Cygni 1920 (f. 1931).
- 27 de noviembre: Henry Augustus Rowland, físico, presidente de la Sociedad Estadounidense de Física, que destacó en la construcción de retículas de difracción (f. 1901).
- 29 de noviembre: John Ambrose Fleming, físico e ingeniero eléctrico británico, precursor de la electrónica, que patentó el diodo (f. 1945).

### Diciembre

José Manuel Pando, 25.º presidente de Bolivia.

- 3 de diciembre: Federico Olaria, pintor español.
- 5 de diciembre: T. P. O'Connor, político y periodista irlandés.
- 6 de diciembre: Johann Palisa, profesor y astrónomo austríaco (f. 1925), descubridor de 122 asteroides]], como el (136) Austria o el (1073) Gellivara.
- 13 de diciembre: 
  - Enrico Forlanini, ingeniero e inventor italiano, pionero de la aviación que desarrolló prototipos de helicópteros, hidroalas y dirigibles (f. 1930).
  - Lucio Vicente López, escritor, abogado y político argentino, ministro del Interior de su país (f. 1894).
- 25 de diciembre: José Manuel Pando, militar, explorador y político boliviano, 25.º presidente de Bolivia (f. 1917).
- 26 de diciembre: Alberto Bosch y Fustegueras, ingeniero y político español, ministro de Fomento (f. 1900).
- 27 de diciembre: Giovanni Battista Pirelli, emprendedor, ingeniero y político italiano, fundador de la empresa Pirelli (f. 1932).
- 29 de diciembre: Claude Reignier Conder, militar británico, explorador del Levante mediterráneo y de Palestina (f. 1910).

### Fechas desconocidas
- Enrique Basadre Stevenson, médico y político peruano, ministro de Gobierno y Policía, y presidente del Consejo de Ministros (f. 1935).
- Saad Bouh, jeque mauritano, considerado un santo, un sufí y una gran figura del Islam en el África Occidental (f. 1917).
- Félix Ramos y Duarte, educador y escritor cubano (f. 1924).
- Maryana Marrash, escritora siria del movimiento literario Al-Nahda, la primera mujer siria en publicar poemas y escribir en un diario árabe (f. 1919).
- Nazım Pachá, militar del Imperio otomano, jefe del Estado Mayor durante la primera guerra de los Balcanes (f. 1913).
- Manuel María Sanclemente, militar, empresario y político colombiano, Ministro de Guerra y Marina de Colombia (f. 1923).

## Fallecimientos

### Enero

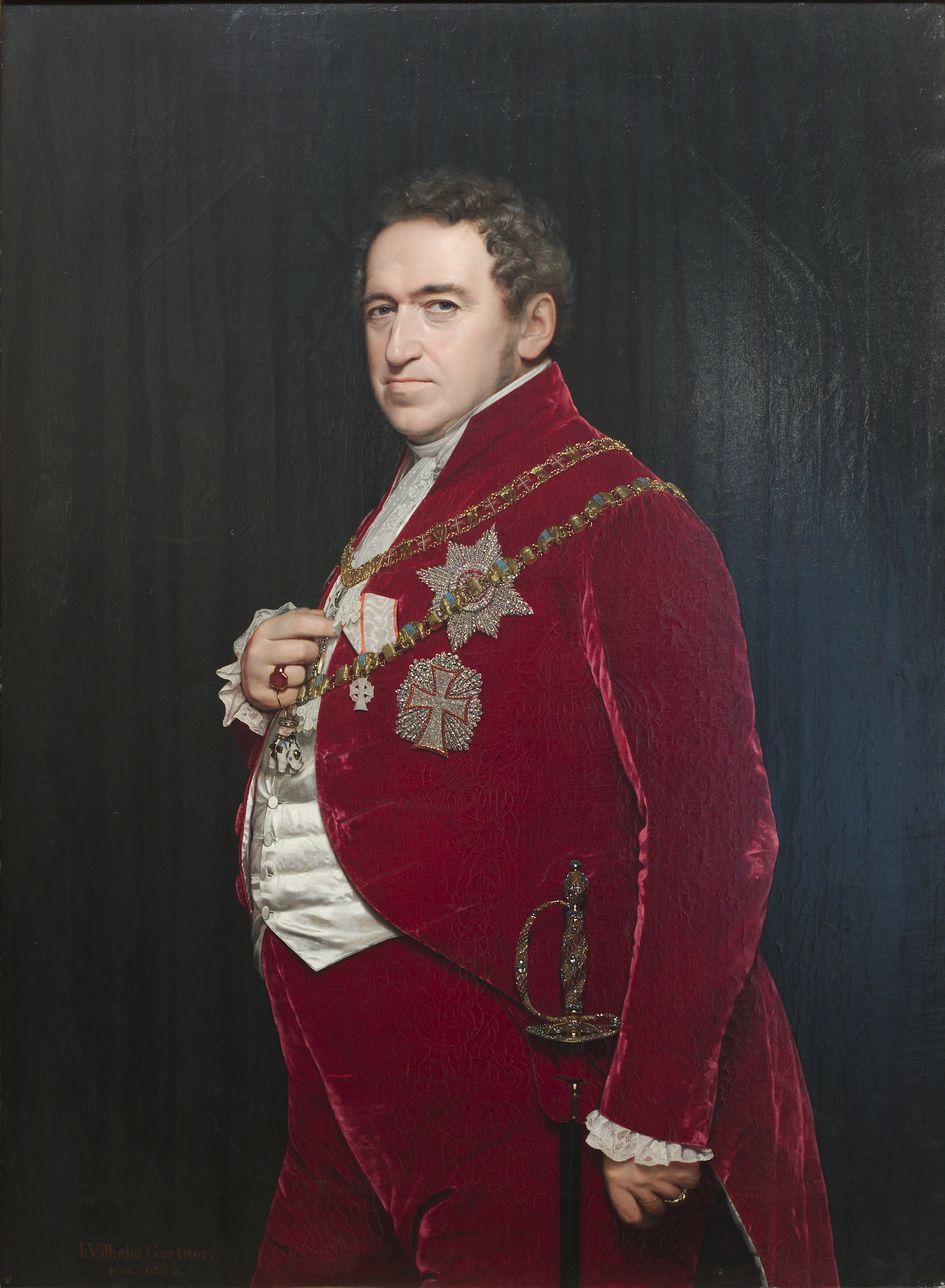
El rey Cristián VIII de Dinamarca.

- 9 de enero: Carolina Herschel, astrónoma alemana, que descubrió ocho cometas, entre otros el 35P/Herschel-Rigollet (n. 1751).
- 10 de enero: Francisco Linage, militar español.
- 19 de enero: Isaac D'Israeli, escritor británico (n. 1766).
- 20 de enero: Cristián VIII, rey de Dinamarca desde 1839, y brevemente rey de Noruega en 1814 (n. 1786).
- 22 de enero: Javier de Burgos, político y periodista español (n. 1778).
- 24 de enero: Horace Wells, dentista estadounidense, el primero que usó anestesia en odontología, usando óxido de nitrógeno (n. 1815).

### Febrero

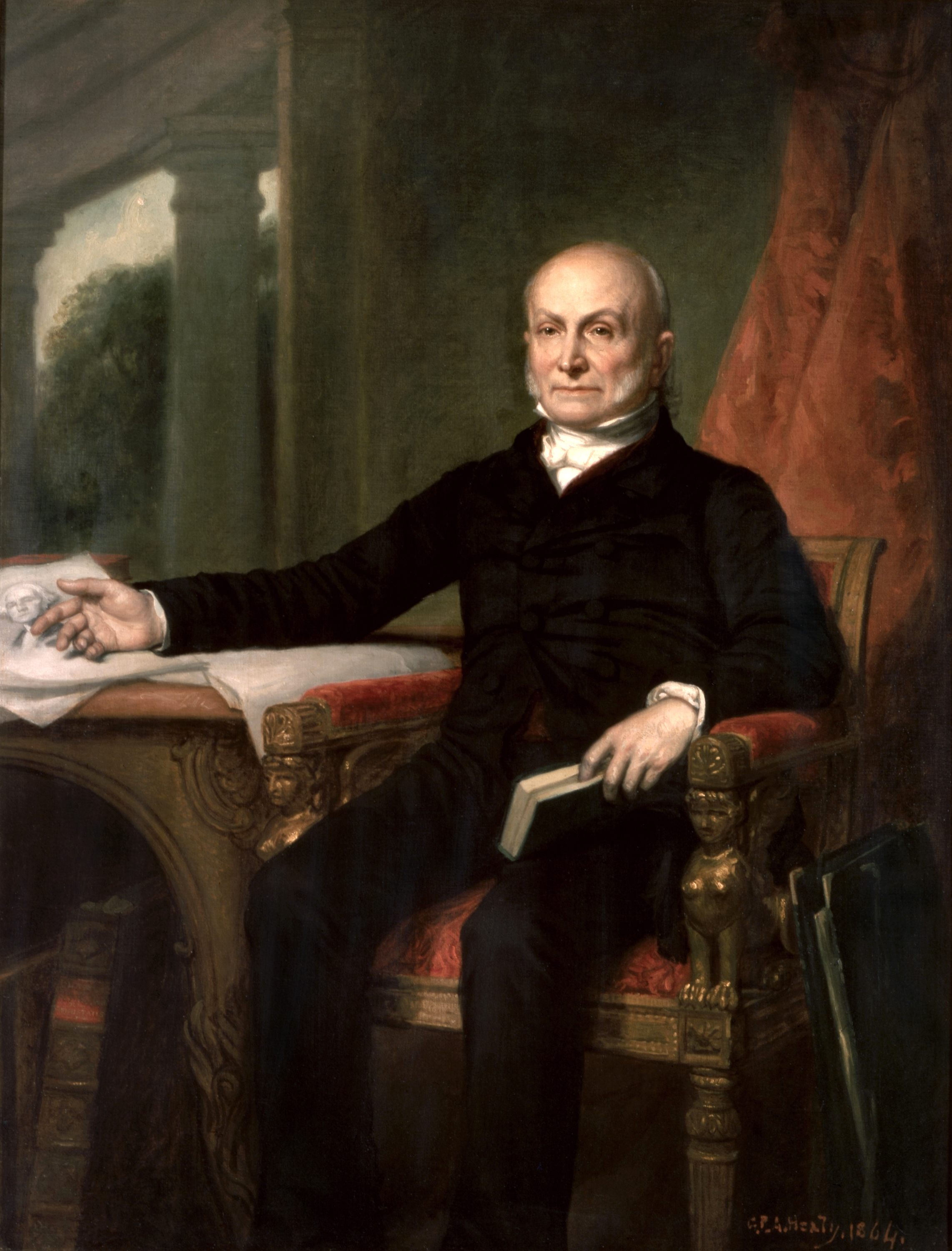
John Quincy Adams, 6.º Presidente de Estados Unidos.

- 6 de febrero: Dámaso Antonio Larrañaga, político, naturalista y religioso uruguayo (n. 1771).
- 11 de febrero: Thomas Cole, pintor estadounidense de origen británico, fundador de la Escuela del río Hudson (n. 1801).
- 15 de febrero: Hermann von Boyen, general prusiano, ministro de la Guerra de Prusia en dos ocasiones (n. 1771).
- 23 de febrero: John Quincy Adams, abogado y político estadounidense, Secretario de Estado y 6.º Presidente de los Estados Unidos (n. 1767).

### Marzo
- 12 de marzo: Santos Michelena, diplomático y político venezolano, ministro de Relaciones Exteriores y Presidente interino de Venezuela (n. 1797).
- 20 de marzo: Florencio Varela, escritor, periodista y educador argentino (n. 1807).
- 29 de marzo: 
  - John Jacob Astor, empresario y multimillonario germano-estadounidense, el primer miembro prominente de la familia Astor (n. 1763).
  - José Manuel Borgoño, militar chileno, ministro de Guerra y Marina de Chile en dos ocasiones (n. 1792).
  - Martinus Rørbye, pintor y artista gráfico danés de escenas de género, del movimiento Edad de Oro danesa (n. 1803).

### Abril

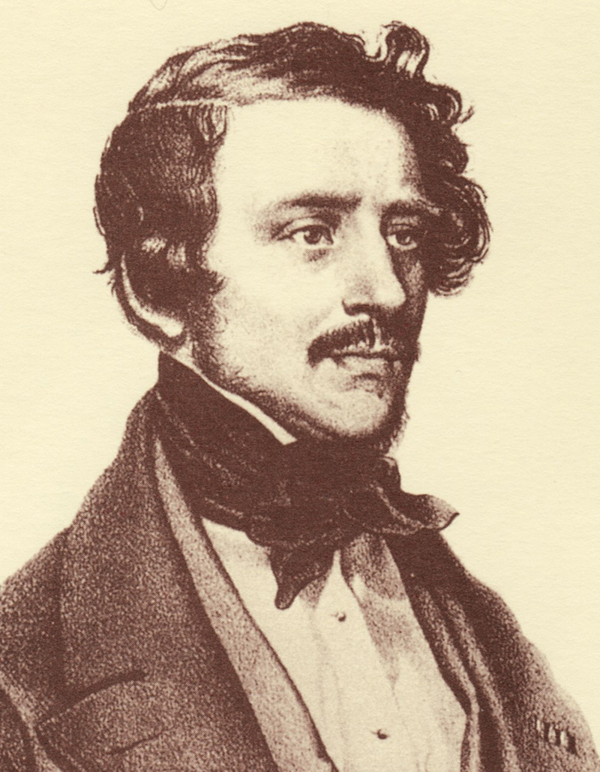
El compositor italiano Gaetano Donizetti.

- 8 de abril: Gaetano Donizetti, compositor dramático italiano, muy prolífico, autor de óperas como Don Pasquale o La hija del regimiento (n. 1797).
- 14 de abril: Jachatur Abovián, educador y escritor armenio, defensor de la modernización y padre de la literatura armenia (n. 1809).

### Mayo
- 21 de mayo: Pierre Wantzel, matemático francés que demostró la imposibilidad de trisecar un ángulo con solo una regla y compás, o la duplicación del cubo (n. 1814).
- 23 de mayo: Tomás Escalante, político mexicano, gobernador del estado de Sonora (n. 1746).
- 25 de mayo: Annette von Droste-Hülshoff, escritor alemán (n. 1797).

### Junio
- 7 de junio: Visarión Belinski, crítico literario ruso (n. 1811).
- 9 de junio: José Landero y Corchado, militar, jurista y político liberal español, ministro de Gracia y Justicia de España (n. 1784).
- 27 de junio: Denis Auguste Affre, religioso francés, arzobispo de París.

### Julio

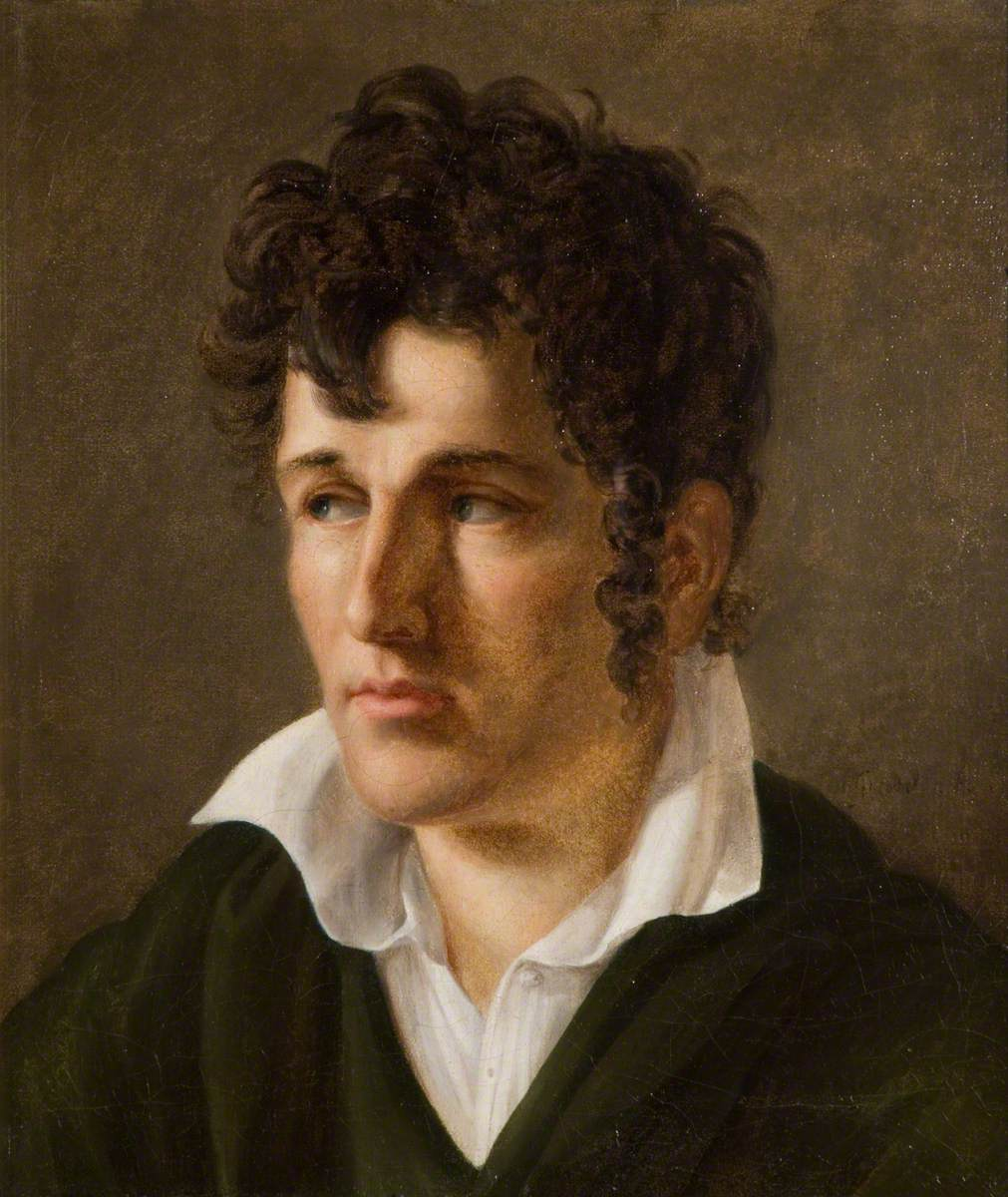
François-René de Chateaubriand.

- 4 de julio: François-René de Chateaubriand, escritor, político y diplomático francés, ministro de Relaciones Exteriores y fundador del romanticismo en la literatura francesa (n. 1768).
- 31 de julio: William Oakes, botánico estadounidense.

### Agosto
- 8 de agosto: Francisco Amorós, político afrancesado español, uno de los fundadores de la Educación física moderna y Ministro del Interior de Francia (n. 1770).
- 12 de agosto: George Stephenson, ingeniero mecánico y civil británico, el "padre de los ferrocarriles" y creador del ancho de vía estándar (n. 1781).
- 16 de agosto: Vicenta Falcó de Belaochaga y Juliá, aristócrata española.

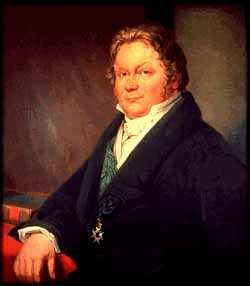
El químico Jöns Jakob Berzelius.

- 17 de agosto: Jöns Jacob Berzelius, médico y químico sueco, que ideó el sistema de notación química, y descubrió el torio, el cerio y el selenio (n. 1779).
- 18 de agosto: Ladislao Gutiérrez, sacerdote tucumano.
- 24 de agosto (jul): Vasili Stásov, arquitecto ruso autor de la Catedral de la Santa Trinidad de San Petersburgo y del Arco de Triunfo de Narva (n. 1769).

### Septiembre
- 5 de septiembre: Muhammad Sah Kayar, sah de Persia de la dinastía Kayar (n. 1808).
- 24 de septiembre: Branwell Brontë escritor y pintor inglés (n. 1817).

### Octubre
- 2 de octubre: Feliks Łubieński, jurista y político polaco, ministro de Justicia del Gran Ducado de Varsovia y starosta de Nakieł (n. 1758).
- 5 de octubre: Mohammad Shah Qayar, monarca de Irán, sucedido por Nasereddín Shah Qayar.
- 6 de octubre: Theodor Baillet von Latour, militar y estadista austríaco, ministro de Guerra en el Imperio austríaco (n. 1780).
- 9 de octubre: José María Chacón Sarraoa, militar y político español, ministro de Marina, Comercio y Gobernación de Ultramar de España (n. 1782).
- 20 de octubre: José Francisco Zelaya y Ayes, militar y político hondureño, Presidente de Honduras provisional y ministro de Gobierno (n. 1798).
- 22 de octubre: Manuel José García, jurista, economista y político argentino, ministro de Hacienda de Argentina (n. 1784).
- 28 de octubre: Robert Stuart, cazador y explorador estadounidense de las Montañas Rocosas y la Costa Oeste de los Estados Unidos, descubridor del Paso Sur sobre la divisoria Continental (n. 1785).

### Noviembre

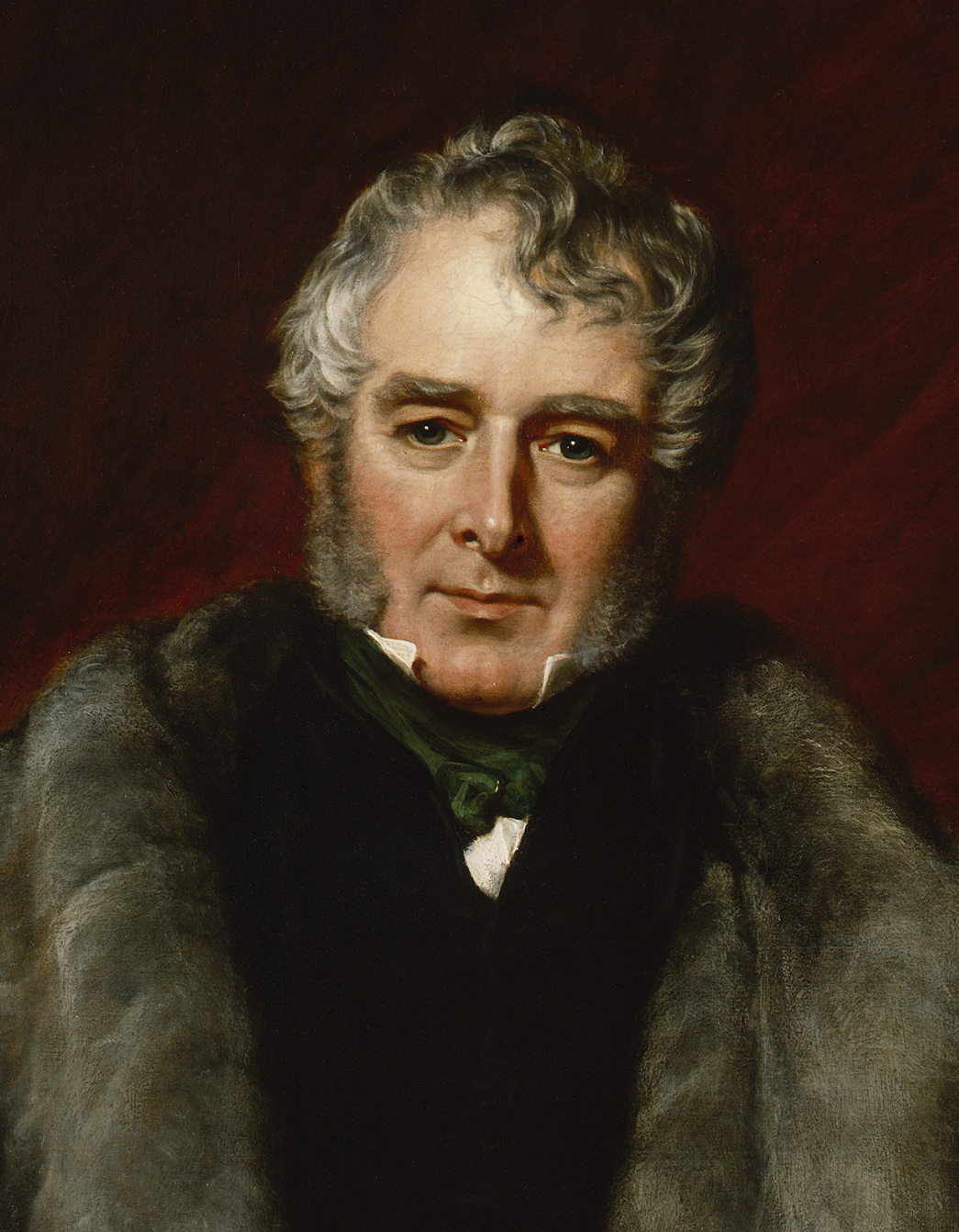
William Lamb, II Vizconde de Melbourne.

- 9 de noviembre: Robert Blum, político alemán (n. 1857).
- 10 de noviembre: Ibrahim Bajá, militar y valí de Egipto, victorioso general de los ejércitos egipcios de su padre el valí Mehmet Alí (n. 1789).
- 14 de noviembre: Ludwig Schwanthaler, escultor alemán del neoclasicismo bávaro, autor de la Bavaria en el Theresienwiese (n. 1802).
- 15 de noviembre: Pellegrino Rossi, economista, político y jurista italiano, ministro de Justicia, del Interior y Primer ministro de los Estados Pontificios (n. 1787).
- 23 de noviembre: Sir John Barrow, explorador y geógrafo británico, presidente de la Royal Geographical Society, promotor de la exploración del Ártico y de África Occidental (n. 1764).
- 24 de noviembre: William Lamb o Lord Melbourne, estadista británico whig, ministro del Interior, primer ministro del Reino Unido, y mentor de la joven reina Victoria (n. 1779).

### Diciembre
- 1 de diciembre: Kyokutei Bakin, escritor japonés de familia samurái, que escribió Satomi y los ocho perros (Nansō Satomi Hakkenden) (n. 1767).
- 3 de diciembre: José Mor de Fuentes, escritor español (n. 1762).
- 4 de diciembre: Joseph Mohr, sacerdote y compositor austríaco, autor de la letra del villancico navideño Noche de paz (n. 1792).
- 14 de diciembre: Jean-Antoine Letronne, filólogo helenista, epigrafista y arqueólogo francés, fundador de la epigrafía moderna (n. 1787).
- 18 de diciembre: Bernard Bolzano, matemático y filósofo bohemio, autor de los teoremas de Bolzano y de Bolzano-Weierstrass, y contribuidor de la teoría del conocimiento (n. 1781).
- 19 de diciembre: Emily Brontë, institutriz y escritora británica del romanticismo en la época victoriana (n. 1818).
- 23 de diciembre: 
  - James Cowles Prichard, médico, lingüista y etnólogo británico, que influyó en la teoría evolucionista y mostró la relación de las lenguas celtas con las germánicas, las eslavas y pelásgicas (n. 1786).
  - John Rango, político británico.

### Fechas desconocidas
- Edward Baines, periodista y político británico.
- Francis Crozier, oficial británico de la Royal Navy al mando del HMS Terror en la expedición perdida de Franklin para encontrar el paso del Noroeste (n. 1796).
- Keisai Eisen, pintor japonés especializado en el estilo ukiyo-e (n. 1791).
- James Fitzjames, oficial británico de la Royal Navy al mando del HMS Erebus en la expedición perdida de Franklin para encontrar el paso del Noroeste (n. 1813).
- Antonio Huachaca, militar indígena quechua, general del Ejército Real del Perú, y gobernador de Carhuaucran en la Confederación Perú-Boliviana (n. ?).
- Rafael Francisco Osejo, educador, filósofo y político nicaragüense, Presidente de la Diputación de Costa Rica (n. 1790).
- Wa-na-ta, jefe sioux de los yanktonai, una tribu de los Dakota, que participó con los británicos en la guerra de 1812, y aliado de los estadounidenses a partir de 1820 (n. 1755).
- William James West, médico cirujano inglés, que describió un tipo de espasmo infantil en 1841, conocido como síndrome de West (n. 1794).

### Libros
- Ade Ajayi, Jacob Festus (1997). L'Afrique au XIXe siècle jusque vers les années 1880 (en francés). París: UNESCO. ISBN 92-3-202498-5. Consultado el 25 de enero de 2024.
- Alvis, Robert E. (2005). Religion and the Rise of Nationalism - A Profile of an East European City (en inglés). Nueva York: Syracuse University Press. ISBN 978-0815630814.
- Bassett, Richard (2016). For God and Kaiser: The Imperial Austrian Army, 1619-1918 (en inglés). New Haven, USA: Yale University Press. ISBN 978-0300219678.
- Batou, Jean (1990).  Librairie Droz, ed. Cent ans de résistance au sous-développement (en francés). Ginebra. ISBN 978-2-600-04290-1. Consultado el 7 de junio de 2024.
- Block, Maurice (1856).  Librairie Administrative de Veuve Berger-Levrault et Fils, ed. Dictionnaire de l'Administration Française. Vol. 1 (en francés). París. OCLC 676862706. Consultado el 24 de enero de 2024.
- Bonjean, R.J.; Bivort, J.B.; Cloes, J.J.; Dubois, E.A. (1856).  Viuda Verhoven - Debeur, ed. Revue de l'administration et du droit administratif de la Belgique, Tome 3 (en francés). Lieja, Bélgica. Consultado el 7 de junio de 2024.
- Britannica (1911).  Hugh Chisholm, ed. Vol 3 Baden, Grand Duchy, en Encyclopædia Britannica. Vol. 3 (11th ed.) (en inglés). Cambridge, UK: Cambridge University Pres. Consultado el 18 de enero de 2024.
- Cook, Chris (2005). The Routledge Companion to Britain in the Nineteenth Century, 1815-1914 (en inglés). Londres: Routledge. ISBN 0-415-35969-4. Consultado el 3 de marzo de 2024.
- Davies, Norman (1983). 1795 to the Present (v. 2) (God's Playground: A History of Poland) (en inglés). Nueva York: Columbia University Press. ISBN 9780231053525.
- Douchez, F. (1848).  S. Trouillart Hanssen, ed. Constitution du Royaume des Pays-Bas: Révision de 1848 (en francés). Maestricht, Países Bajos. Consultado el 7 de junio de 2024.
- Duckett, William (1860).  Firmin Didot, ed. Dictionnaire de la conversation et de la lecture, vol. 2 (en francés). París. Consultado el 7 de junio de 2024.
- Économistes (1859).  Librairie de Guillaumin et Cie., ed. Journal des économistes - Tome ving-troisième (en francés). Paris. Consultado el 26 de febrero de 2024.
- Evans, Raymond (2007). A History of Queensland (en inglés). Cambridge: Cambridge University Press. ISBN 978-0-521-87692-6. Consultado el 4 de marzo de 2024.
- Freifeld, Alice (2000). Nationalism and the Crowd in Liberal Hungary, 1848-1914 (en inglés). Washington D.C.: The Woodrow Wilson Center Press. ISBN 0-8018-6462-3. Consultado el 10 de junio de 2024.
- Frétigné, Jean-Yves (2018). Histoire de la Sicile: des origines à nos jours (en francés). Fayard/Pluriel. pp. 310-317. ISBN 978-2818505588.
- Fulford, Roger (1933).  Gerald Duckworth & Co, ed. Royal Dukes (en inglés). Londres. OCLC 499977206.
- Giglio, Vittorio (1948). Il Risorgimento nelle sue fasi di guerra. Vol. I (en italiano). Milán: Vallardi.
- Giurescu, Constantin C. (1966). Istoria Bucureştilor Din Cele Mai Vechi Timpuri Pînă În Zilele Noastre (en rumano). Bucarest: Editura Pentru Literatură. Consultado el 18 de enero de 2024.
- Grenville, J.A.S. (1999). Europe reshaped, 1848-1878 (en inglés). Nueva Jersey, USA: Blackwell Publishing. ISBN 978-0631219149.
- Hanbury-Tenison, Robin (2005). The Oxford Book of Exploration (en inglés). Oxford University Press. ISBN 978-0-19-280556-0. Consultado el 24 de febrero de 2024.
- Hilton, Timothy (1993). Los Prerrafaelitas. Barcelona: Destino. ISBN 84-233-2305-6.
- Hitchins, Keith (1996). The Romanians, 1774–1866 (en inglés). Nueva York: Clarendon Press Oxford. ISBN 978-0198205913.
- Journées illustrées de la révolution de 1848 (en francés). París: L'Illustration. 1848. Consultado el 8 de junio de 2024.
- Jelavich, Barbara (1983). History of the Balkans: Volume 1 (en inglés). Nueva York: Cambridge University Press. ISBN 0-521-25249-0. Consultado el 11 de febrero de 2024.
- Kinder, Hermann; Hilgemann, Werner (2006). «La Restauración y las Revoluciones Liberales». Atlas Histórico Mundial (II) (20ª edición). Madrid: Akal. ISBN 978-84-460-2459-0.
- Lipski, Adalbert (1848).  Unger, ed. Beiträge zur Beurtheilung der Ereignisse im Grossherzogthum Posen im Jahre 1848 (en alemán). Berlín. Consultado el 17 de enero de 2024.
- Marx, Carlos; Engels, Federico (2013) [Primera publicación 1848]. Manifiesto del Partido Comunista. Madrid: Fundación de Investigaciones Marxistas. ISBN 978-84-87098-56-7. Archivado desde el original el 27 de enero de 2018. Consultado el 1 de febrero de 2024.
- Phillips, Walter Alison (1911).  Hugh Chisholm, ed. Schleswig-Holstein Question, en Encyclopædia Britannica. Vol. 24 (11th ed.) (en inglés). Cambridge, UK: Cambridge University Pres. Consultado el 17 de enero de 2024.
- Pieri, Piero (1962). Storia militare del Risorgimento (en italiano). Turín: Einaudi. ISBN 978-8806186227.
- Portal, Roger (1971). Histoire de la Russie, vol. 1-2 (en francés). París: Hatier Université. Consultado el 7 de junio de 2024.
- Richmond, J.C.B. (2013) [1977]. Egypt, 1798-1952: Her Advance Towards a Modern Identity (en inglés). Londres: Routledge. ISBN 978-0-415-81118-7. Consultado el 24 de febrero de 2024.
- Rittiez, F. (1867).  Edouard Blot, ed. Histoire du gouvernement provisoire de 1848 (en francés). París. Consultado el 8 de junio de 2024.
- Savours, Ann (1999). The search for the North West Passage (en inglés). Nueva York: St. Martin's Press. ISBN 0-312-22372-2. Consultado el 10 de febrero de 2024.
- Scardigli, Marco (2011). Le grandi battaglie del Risorgimento (en italiano). Milán: Rizzoli. ISBN 978-88-17-04611-4.
- Schlicke, Paul (2000). The Oxford Reader's Companion to Dickens (en inglés). Nueva York: Oxford University Press. ISBN 0-19-866253-X.
- Siemann, Wolfram (1997). Die deutsche Revolution von 1848/49 (en alemán). Fráncfort: Suhrkamp. ISBN 9783518092408.
- Surhone, Lambert M.; Timpledon, Miriam T.; Marseken, Susan F. (2010). Naser al-Din Shah Qajar (en inglés). Mauritius: Betascript Publishing. ISBN 978-6130905620.
- Todorova, Maria (2004). Balkan Identities: Nation and Memory (en inglés). Londres: Hurst & Company. ISBN 1-85065-715-7. Consultado el 8 de junio de 2024.
- US Governement (1848). United States Statutes at Large (en inglés). Washington. Consultado el 11 de junio de 2024.
- Wollstein, Günter (1977). Das "Grossdeutschland" der Paulskirche: Nationale Ziele in d. bürgerl. Revolution, 1848/49 (en alemán). Düsseldorf: Droste. ISBN 978-3770004744.

### Publicaciones
- Bowen, John Elliot (1886). «The Conflict of East and West in Egypt». Political Science Quarterly 1 (2). ISSN 1538-165X.
- Cárcel Ortí, Vicente (2009). «Un siglo de relaciones diplomáticas entre España y la Santa Sede (1834-1931)». Anales de Historia Contemporánea (25). ISSN 0212-6559.
- Della Peruta, Franco (2000). «Il 1848 in Italia». Studi Garibaldini (en italiano) 1 (1). ISSN 1974-2754.
- Lord Kelvin (William Thompson) (1848). «On an Absolute Thermometric Scale». Philosophical Magazine (en inglés) (Cambridge University Press). Consultado el 4 de febrero de 2024.
- Mörzer Bruyns, Willem F.J. (2019). «The taking possession of part of New Guinea by the Dutch in 1828, and their contribution to the knowledge of the Arafura Sea». The Great Circle 41 (1). ISSN 0156-8698.
- Pelet Redón, Carmen (2001). «John Stuart Mill: la etapa de madurez de la escuela clásica». Acciones e Investigaciones Sociales (13). ISSN 1132-192X. Consultado el 6 de febrero de 2024.
- Puchol, Vicente (2011). «Los Estados Pontificios desde la Revolución Francesa a los Pactos de Letrán (1789-1922)». Miscelánea Comillas 69 (134). ISSN 2341-085X.
- Sahlberg, Carl-Erik (1997). «J. L. Krapf. A personal portrait in memory of his entry to East Africa in 1844». Africa Journal of Evangelical Theology (en inglés) 16 (1). ISSN 1026-2946.
- Stoskopf, Nicolas (2002). «	La fondation du comptoir national d'escompte de Paris, banque révolutionnaire (1848)». Histoire, économie & société (en francés) 21 (3). ISSN 0752-5702.
- Vidal, César (1950). «Les "Cinq Journées" de Milan en mars 1848 vues par le Consul de France». 1848. Revue des révolutions contemporaines (en francés) 44 (187). ISSN 0765-0191.